# Attentato di Sarajevo
L'attentato di Sarajevo (in tedesco Attentat von Sarajevo; in serbo-croato Сарајевски атентат?, Sarajevski atentat) fu un omicidio politico compiuto a Sarajevo, che all'epoca faceva parte dell'impero austro-ungarico, il 28 giugno 1914.
Ne furono vittime l'erede al trono dell'impero, Francesco Ferdinando d'Asburgo, e sua moglie Sofia, uccisi dal nazionalista serbo-bosniaco Gavrilo Princip durante una visita ufficiale in città della coppia reale.
Tale atto è convenzionalmente ritenuto come il casus belli a seguito del quale il governo imperiale di Vienna formalizzò l'ultimatum alla Serbia, evento che portò allo scoppio della Grande guerra. 
In quel giorno di solenni celebrazioni in onore di San Vito e festa nazionale serba, Francesco Ferdinando e Sofia furono colpiti a morte mentre percorrevano in automobile le strade di Sarajevo in mezzo a due ali di folla, dalla quale furono sparati due colpi di pistola esplosi dall'attentatore Gavrilo Princip, giovane membro del gruppo paramilitare Mlada Bosna (Giovane Bosnia).
Nei mesi precedenti all'attentato, Princip venne a contatto con il gruppo terroristico ultranazionalista Crna ruka (Mano nera), che mirava all'autonomia della Bosnia dal giogo austriaco, per diventare parte integrante del Regno di Serbia, e con questa organizzazione pianificò l'attentato. 
L'arciduca e la consorte, prima di essere uccisi, scamparono a un primo attentato dinamitardo compiuto da alcuni complici di Princip, i quali mancarono il bersaglio e ferirono due ufficiali a bordo della macchina a seguito dell'arciduca. Accertatosi delle condizioni di salute dei feriti ricoverati in ospedale, Francesco Ferdinando proseguì la visita lungo la via principale parallela al fiume che attraversa la città, lungo il quale Princip ebbe l'occasione di portare a termine il compito prefissatosi. Tuttavia non vi è assoluta certezza circa lo svolgimento esatto degli eventi principalmente a causa delle incongruenze nei racconti dei testimoni.
Appena un mese dopo l'uccisione della coppia, il 28 luglio l'Austria-Ungheria dichiarò guerra alla Serbia, dando il via ad un conflitto senza precedenti nella storia, che avrebbe richiesto la mobilitazione di oltre 70 milioni di uomini e la morte di oltre 9 milioni di soldati e almeno 5 milioni di civili.

## Antefatti

### La corte asburgica
Nel 1878, dopo molti secoli di dominazione, in seguito alla guerra contro la Russia i turchi furono cacciati dalla Bosnia, e in base al trattato di Berlino l'Austria-Ungheria ricevette il mandato di amministrare le province ottomane della Bosnia ed Erzegovina, mentre l'Impero ottomano ne manteneva la sovranità ufficiale. Questo accordo portò a una serie di dispute territoriali e politiche che nel corso di diversi decenni coinvolsero l'Impero russo, l'Austria, la Bosnia e la Serbia, finché nel 1908 l'Impero Austro-Ungarico procedette alla definitiva annessione della Bosnia e dell'Erzegovina mortificando completamente le ambizioni nazionali serbe. 

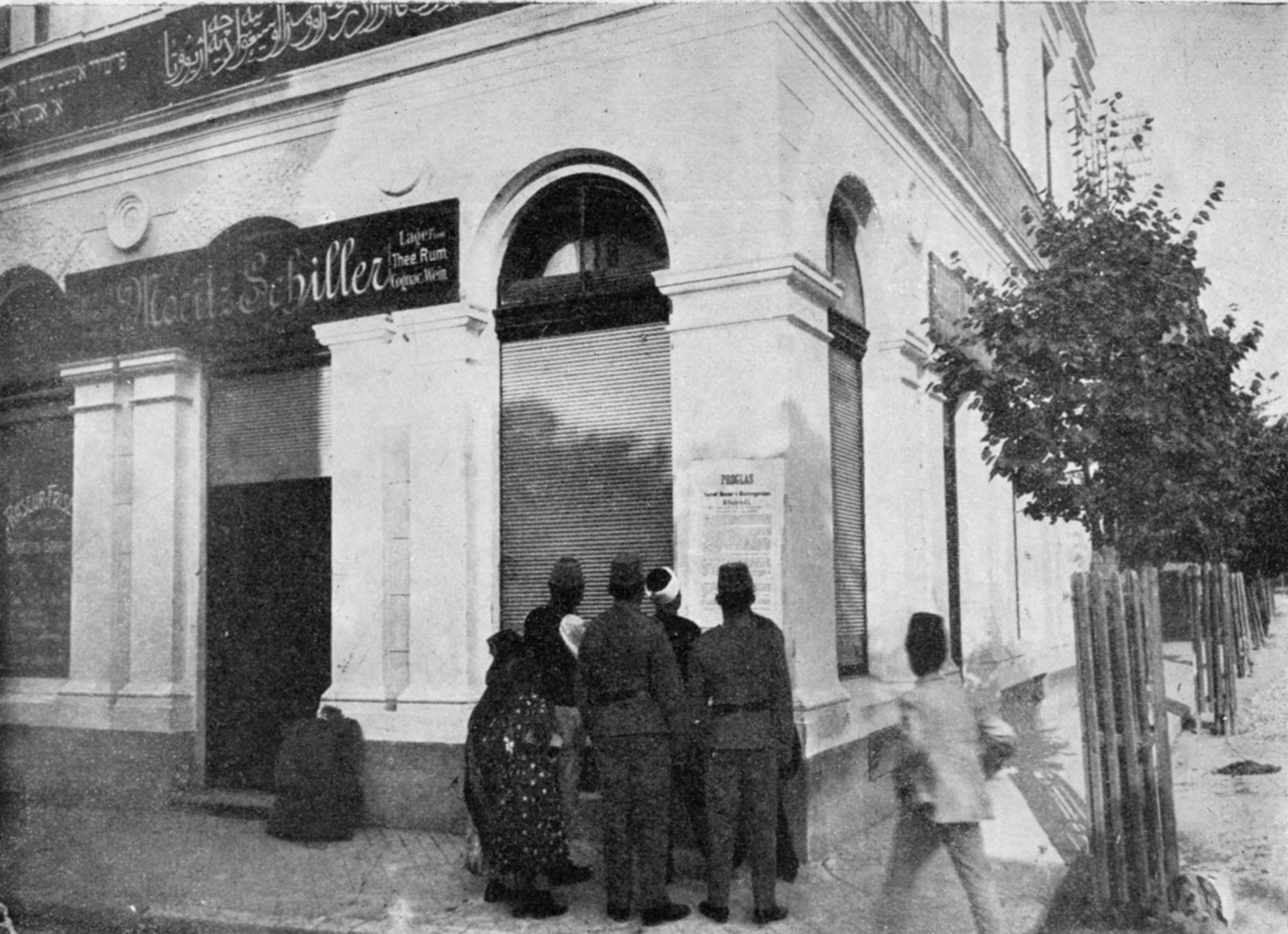
Cittadini di Sarajevo nel 1908 leggono una locandina con la proclamazione dell'annessione della Bosnia e dell'Erzegovina all'Austria-Ungheria

Le due province gemelle erano di popolazione mista serba e musulmana, dove la maggior parte dei bosniaci era piena di risentimenti contro gli Asburgo, i quali si impadronirono di un territorio in fermento. Sotto il peso delle contraddizioni interne e del malcontento delle minoranze oppresse, l'annessione di altri territori da parte di un impero già scricchiolante pareva una follia agli occhi delle altre potenze europee, ma Francesco Giuseppe si sentiva ancora umiliato dalla perdita dei domini nel nord Italia poco dopo aver ereditato il trono, oltre che dalla sconfitta militare per mano della Prussia nel 1866. Le nuove colonie nei Balcani sembravano offrire una sorta di risarcimento, oltre a vanificare i piani della Serbia di incorporarle in uno stato panslavo, ma con delle province in una situazione così precaria, rendere pubblico già a marzo il programma della visita di Francesco Ferdinando in Bosnia fu un'imprudenza. Tutti i paesi europei guardavano la Serbia con impazienza e sospetto, erano irritate dalla cultura vittimista del piccolo paese e vedevano la sua volontà di imporsi nei Balcani come destabilizzante. Ogni potenza riconosceva che i serbi potevano soddisfare le proprie ambizioni di accogliere sotto il proprio governo i due milioni di fratelli ancora sotto il dominio asburgico solo al costo di far crollare l'impero di Francesco Giuseppe. La Serbia era un esempio della tradizione balcanica fatta di guerre intestine e cambiamenti di regime attraverso l'omicidio, Vienna lo sapeva bene, e la violenza balcanica era così nota che le sue sempre nuove manifestazioni provocavano solo stanco sdegno tra i governanti esteri.
Nel 1913 l'ottuagenario imperatore Francesco Giuseppe, che dal 1848 governava l'impero asburgico incarnando in sé la continuità con il passato e i valori di rigidità e militarismo del regime, dopo la morte del suo unico figlio, il principe Rudolf, si apprestava a lasciare il trono al cinquantenne Francesco Ferdinando, un cugino subentrato a Rudolf nella linea di successione. Fin dall'inizio Francesco Ferdinando fu una figura reale poco apprezzata a corte e penalizzato dalla moglie Sofia, la quale proveniva da una famiglia slava e di basso rango.
Nonostante l'iniziale diniego dell'imperatore, nel 1900 Francesco Ferdinando sposò Sofia, costretto però a contrarre un matrimonio morganatico che privò per sempre i futuri figli al diritto di successione al trono e la moglie, contessa Chotek (in seguito duchessa di Hohenberg), del diritto di stargli a fianco nelle cerimonie ufficiali. L'imperatore temeva che, una volta asceso al trono, Francesco Ferdinando si sarebbe rimangiato la parola, forse grazie a una dispensa papale, e avrebbe nominato Sofia legittima imperatrice, elevando così il rango dei tre figli e inserendoli nella linea di successione al trono d'Austria-Ungheria.
Francesco Ferdinando aveva nel tempo acquisito un vivo interesse per le forze armate, ma nelle molte crisi internazionali aveva sempre assunto un atteggiamento favorevole alla pace, come peraltro fece in molte occasioni Francesco Giuseppe. Allo stesso tempo, però, Francesco Ferdinando istituì una propria cancelleria militare para-governativa che ottenne il consenso dell'imperatore nel 1908, e che acquisì influenza e potere, fino a conquistare il diritto di parola, se non di veto, sulle cariche di ministro della Guerra o capo di stato maggiore. Francesco Ferdinando era un reazionario che avrebbe voluto portare indietro il calendario di un secolo. Disprezzava sia gli ungheresi che i serbi e considerava gli slavi del sud come esseri meno che umani, mentre desiderava ardentemente la riconquista della Lombardia e del Veneto, cedute all'Italia, per ricondurle in seno all'impero asburgico. Nel 1891 espresse ammirazione per il regime autocratico dello zar, tuttavia Nicola II non gradiva le intemperanze razziali dell'arciduca e consorte; i due erano cattolici convinti, sostenevano i gesuiti e si dichiaravano ostili a massoni, ebrei e liberali. Francesco Ferdinando a corte assunse la fama di "trialista", ossia sostenitore di una trasformazione del dualismo austro-ungarico in un trialismo di Austria, Ungheria e paesi slavi, in base al quale i sudditi slavi avrebbero assunto un'autonomia paritaria a quella di cui godevano gli ungheresi dal 1867, seppur rimanendo subordinati all'egemonia austriaca. Per questa sua indulgenza nei confronti delle aspirazioni slave, e per aver scelto una sposa al di fuori della cerchia delle dinastie reali e dell'aristocrazia, l'arciduca si era alienato le simpatie dell'imperatore, che vedeva in lui una minaccia all'integrità del trono austro-ungarico.

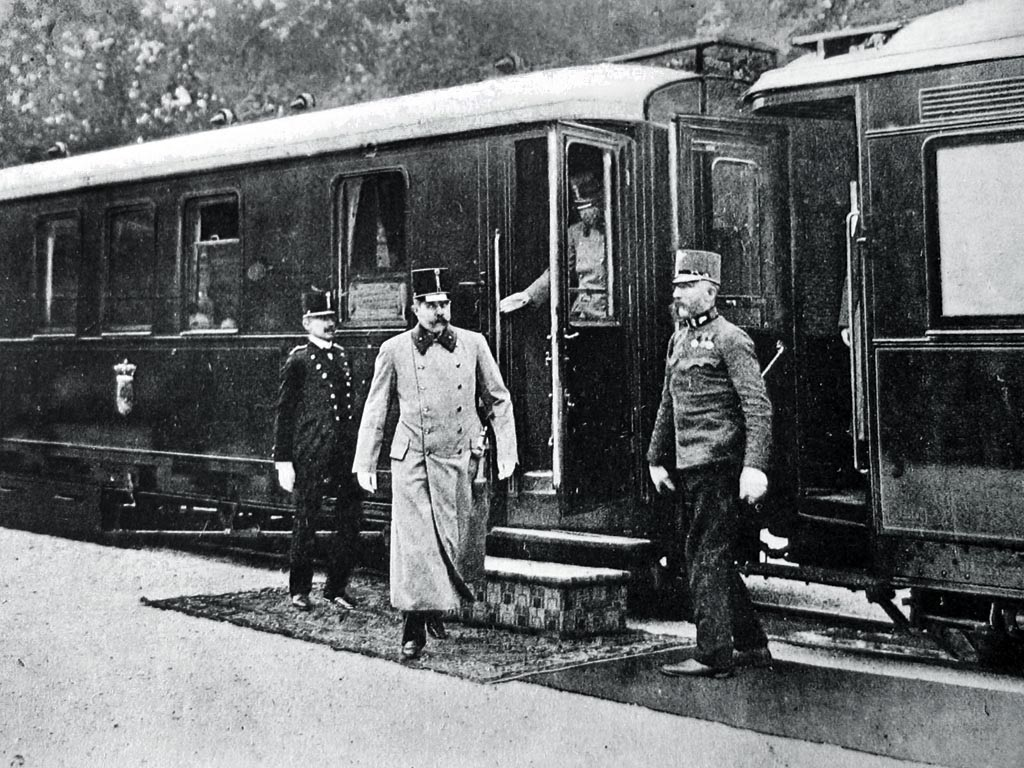
L'arciduca Francesco Ferdinando scende alla stazione di Sarajevo il 25 giugno 1914

L'erede al trono peraltro non era un uomo piacevole né molto amato, e pochi dei suoi contemporanei ebbero parole d'ammirazione nei suoi confronti nonostante fosse considerato intelligente; l'unico tratto piacevole sembrava essere l'amore incondizionato per la moglie e i figli. L'opportunità di poter comparire ufficialmente a fianco della moglie fu probabilmente il motivo principale che lo spinse, nel giugno 1914, a ispezionare le forze armate in Bosnia-Erzegovina in vista di alcune manovre militari, sfruttando una sorta di limbo giuridico per il quale la Bosnia-Erzegovina godeva, in attesa che il contenzioso di proprietà tra Austria e Ungheria fosse appianato. Sofia sarebbe potuta apparire al suo fianco, e per questo iniziarono i preparativi per organizzare delle celebrazioni della capitale provinciale, Sarajevo, per il 28 giugno, anniversario del loro matrimonio, lontano dalla corte di Vienna dove Sofia veniva trattata con sufficienza. Ma il 28 giugno corrispondeva anche al 15 giugno del calendario giuliano, festa di San Vito, che in Serbia viene chiamato Vidovdan, e dove si commemora la battaglia della Piana dei Merli del 1389 contro gli ottomani, durante la quale pare che la Serbia avesse perso la propria indipendenza. I funzionari asburgici responsabili del viaggio non tennero conto di questo avvenimento, che era sempre stato un'occasione per le cerimonie patriottiche serbe.
L'arciduca e consorte partirono in treno la mattina del 24 giugno, lasciando Vienna separatamente: Sofia giunse per prima alla stazione termale di Bad Ilidze, alle porte di Sarajevo, mentre Francesco Ferdinando arrivò nel tardo pomeriggio di giovedì 25 giugno. I due alloggiarono all'Hotel Bosna, interamente requisito per l'occasione, e quella sera stessa la coppia decise di recarsi in città a fare acquisti, accolti in modo amichevole dai cittadini. Nei giorni seguenti Sofia visitò scuole, orfanotrofi e chiese mentre Francesco Ferdinando, in qualità di ispettore generale, presenziò sotto una pioggia battente a una simulazione di guerra.

### I nazionalisti serbi

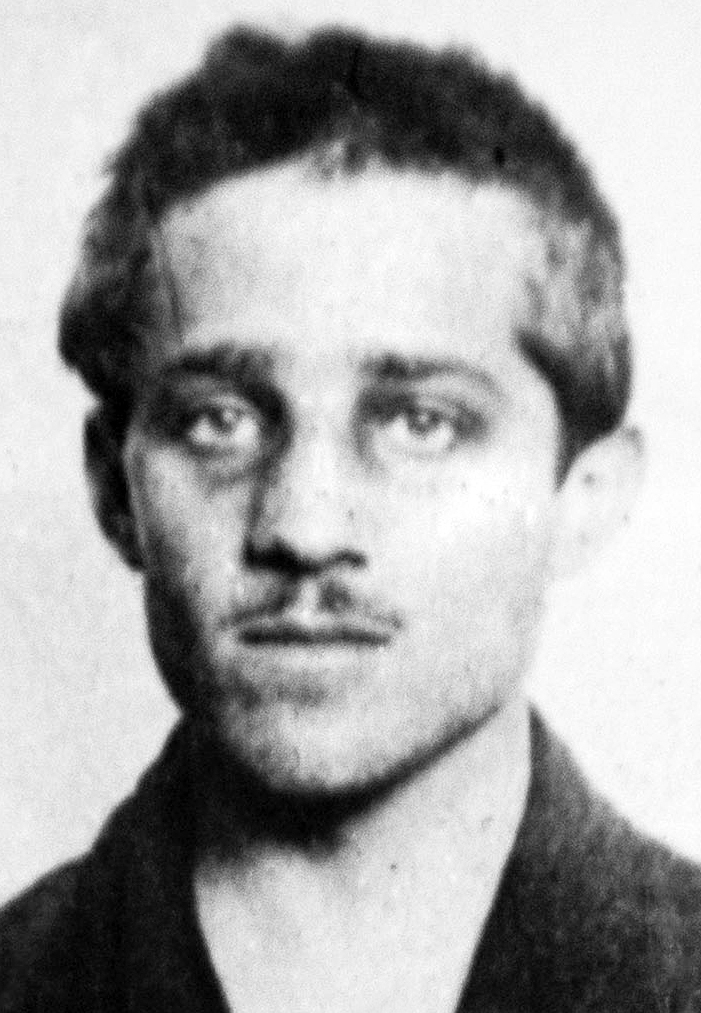
Gavrilo Princip in una foto durante la prigionia a Terezín

I cospiratori ignoravano che Francesco Ferdinando guardava con una certa clemenza le aspirazioni nazionali delle popolazioni dell'impero, incluse quelle serbe, e il 28 giugno pianificarono di vendicare idealmente la sconfitta del 1389, sognando di restaurare la situazione politica di cinque secoli addietro. L'impero asburgico e gli altri imperi multinazionali erano inoltre un terreno fertile per la nascita di organizzazioni terroristiche clandestine che miravano a corroderne le fondamenta. Da questo humus emerse Gavrilo Princip, un giovane serbo-bosniaco proveniente dalla poverissima provincia della Bosnia occidentale, e membro del movimento Mlada Bosna (Giovane Bosnia), un'organizzazione estremamente elastica di giovani nazionalisti che appartenevano alla prima generazione alfabetizzata della loro provincia. Questi giovani affondavano le proprie radici emotive nel martirio serbo del XIV secolo e quelle economiche nel medioevo, e allo stesso tempo avevano familiarità con gli scritti e le teorie pratiche del mondo clandestino rivoluzionario russo e dei nichilisti di mezzo secolo prima, ma avevano difficoltà nel correlare le varie correnti socialiste che animavano i russi al mondo contadino dei Balcani.
Durante i vent'anni di vita di Princip, la pratica dell'assassinio era stata frequentemente utilizzata come manifestazione evidente della frattura esistente tra potere e società. Tra il 1894, anno di nascita di Princip, e il 1913 caddero sotto i colpi di attentatori sovversivi diversi imperatori, re, presidenti e capi di stato, e nel marzo 1914 l'ancora diciannovenne Princip, concepì su sua stessa ammissione l'idea di assassinare l'erede al trono d'Austria, e fino alla fine dei suoi giorni si assunse sempre la paternità dell'iniziativa.

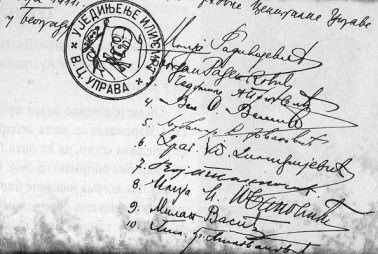
Firme dei membri della Mano nera il giorno della fondazione il 6 settembre 1911

L'erede al trono suscitava non tanto l'odio tra i membri della Giovane Bosnia, ma rappresentava l'ordine costituito che essi intendevano rovesciare e per questo finì per essere considerato l'obiettivo primario per le loro mire indipendentiste. Altre teorie affermano che i cospiratori accusavano Francesco Ferdinando di perorare il "trialismo" cercando di elevare lo status degli slavi in modo tale da minacciare la stessa politica nazionalista serba e privare la Giovane Bosnia e altre organizzazioni del loro cavallo di battaglia, mentre una teoria contrapposta sostiene che i nazionalisti serbi avessero avuto l'errata informazione che l'Austria-Ungheria era in procinto di attaccare la Serbia. E questa errata convinzione indusse i giovani terroristi a considerare le manovre militari alle quali presenziò l'arciduca come una prova generale dell'imminente conflitto. La Serbia era uscita malconcia dalla prima e dalla seconda guerra balcanica di inizio novecento, e i nazionalisti serbi pensavano che Francesco Ferdinando avrebbe potuto trarre vantaggio da tale debolezza lanciando l'invasione. Ma si sbagliavano: in realtà era il più acceso sostenitore della pace.
Il gruppo che aiutò Princip e gli altri partecipanti all'attentato si chiamava Ujedinjenje ili Smrt (Unione o morte), in seguito divenuto noto come la "Mano nera". Quando a seguito della crisi bosniaca del 1908-1909 il governo serbo accettò l'annessione della Bosnia-Erzegovina all'Austria-Ungheria, altrettanto fece l'organizzazione nazionalista sponsorizzata dal governo dell'epoca, la Narodna Odbrana (Difesa nazionale). Ma non dello stesso parere furono i giovani nazionalisti più accaniti, i quali fondarono la società segreta "Mano nera" con l'intento di proseguire la lotta e sovvertire l'esito della crisi del 1908. La Mano nera riuscì a infiltrarsi tra le file della Narodna Odbrana e forse in altre organizzazioni, ma al di fuori dei circoli governativi restò poco conosciuta, anche se cospicuamente rappresentata all'interno delle forze armate, dal capo dei servizi segreti militari, colonnello Dragutin Dimitrijević (il quale assunse il nome in codice di "Apis" durante la progettazione dell'attentato).

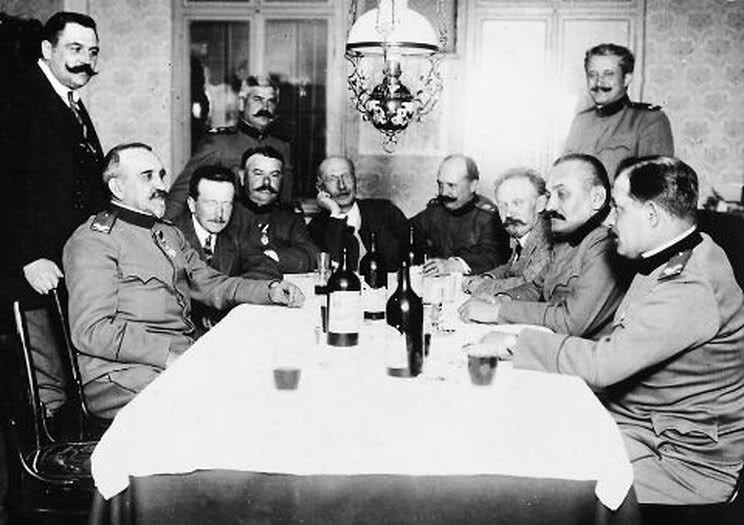
Alcuni membri della Mano nera con al centro Dimitrijević in divisa militare

Dimitrijević fu uno degli organizzatori del gruppo terroristico che uccise il re Alessandro I di Serbia e la regina Draga Mašin, rei di avere reso la Serbia un mero stato satellite dell'Austria-Ungheria, facendo salire al trono Pietro I, che iniziò una politica anti-austriaca. Ma la supina accettazione delle clausole imposte durante la crisi del 1908 costituì agli occhi di Dimitrijević e degli ultranazionalisti un vero e proprio «tradimento». Così la Mano nera organizzò l'attentato contro Francesco Ferdinando, e il 26 maggio Princip fu incaricato di recarsi a Sarajevo per incontrare altri complici, dove giunse il 4 giugno dopo un travagliato viaggio attraverso l'ostile frontiera che divideva la Serbia indipendente e la Bosnia asburgica, presumibilmente sotto gli occhi del primo ministro serbo Nikola Pašić, un politico nazionalista di vecchio corso che era certamente in contatto con Dimitrijević, con il quale è però difficile stabilirne la complicità data la loro antipatia reciproca. Il primo ministro e parecchi dei suoi colleghi consideravano il colonnello una minaccia per la stabilità, e per l'esistenza stessa della Serbia; nel 1913 lo stesso primo ministro valutò l'idea di eliminarlo, mentre Stojan Protić, il ministro degli interni, il 14 giugno parlò della Mano nera come di una «minaccia per la democrazia». Ma in una società divisa da interessi contrastanti e scontri interni (i serbi trattavano le minoranze, specialmente musulmane, con notevole brutalità e violenza), un governo civile non aveva abbastanza autorità per rimuovere dal suo incarico né per arrestare Dimitrijević che era protetto dal capo di stato maggiore dell'esercito.
Il 2 giugno il comitato centrale della Mano nera si riunì d'urgenza e decise di annullare la missione, e in un vortice caotico di ordini, contrordini e decisioni a volte contraddittorie, Princip andò avanti con la missione nonostante questa ormai non fosse più un segreto. I caffè in tutta la penisola balcanica rimbombarono di voci su un complotto teso a uccidere Francesco Ferdinando, e molto probabilmente le stesse voci riecheggiarono nelle orecchie delle spie austriache, ma è impossibile stabilire in che quantità e quali persone avessero ricevuto notizie certe sull'attentato. Nonostante questo, anche senza un preavviso da Belgrado, le autorità austriache avevano tutte le ragioni per aspettarsi una protesta violenta, se non un tentativo di assassinare Francesco Ferdinando, e l'arciduca stesso era consapevole del rischio che correva, ma aveva comunque insistito a recarsi in una delle regioni più turbolente e pericolose dell'impero. Ogni monarca era convinto che possedere un territorio vastissimo fosse una dimostrazione di grandezza, e anche l'arciduca non poté sfuggire a questo impegno ufficiale.

### Il ruolo della Russia
Un coinvolgimento russo è stato più volte discusso nei circoli governativi, nonostante sia molto improbabile considerate le simpatie filo-russe di Francesco Ferdinando e la ferma opposizione che il "paladino del monarchismo" in Europa, lo zar Nicola II, avrebbe avuto nei confronti di un assassinio decisamente contrario ai suoi più radicati principi. La politica russa nei Balcani era condotta da Nikolaj Hartwig, ministro plenipotenziario in Serbia tra il 1909 e il 1914, panslavista con un'ampia conoscenza dei Balcani e del Medio Oriente, che contribuì a unire gli stati balcanici contro la Turchia e l'Austria, ed era opinione comune che fosse lui a dettare la linea politica di Belgrado. È però poco probabile che avesse approvato il complotto della Mano nera dopo che aveva appoggiato il governo Pašić contro gli elementi nazionalisti più esagitati, mentre più probabile fu l'appoggio del rappresentante militare russo a Belgrado, colonnello Viktor Artamanov, che lavorò a stretto contatto con Dimitrijević. Lo storico George Malcolm Thomson scrisse a proposito nel 1964 in The Twelve Days, che Artamanov: «partecipò sin dalle prime fasi iniziali alla cospirazione della Mano nera per assassinare l'arciduca», basandosi sulla ricerca di Luigi Albertini, il quale però non supporta una così categorica affermazione nel suo Le origini della guerra del 1914 dove intervistò lo stesso Artamanov, che negò tutto. Albertini non credette alla storia di Artamanov, ma non poté confutarla.
Anche se non era un sostenitore del panslavismo, lo zar Nicola II era deciso a difendere la legittimità dell'influenza russa sui Balcani e ciò andò inevitabilmente a scontrarsi con le ambizioni asburgiche nel territorio, nonostante la politica poco aggressiva dello zar e i ripetuti fallimenti militari che la Russia dovette subire fin dalla guerra di Crimea e proseguendo con la sconfitta a opera dei giapponesi nel 1905, lasciavano pensare il contrario. Quando la Russia non reagì all'annessione della Bosnia-Erzegovina da parte dell'Austria, il generale Aleksandr Kireev esclamò amareggiato: «Vergogna! Vergogna! Sarebbe meglio morire!». Dopo la prima guerra balcanica del 1912 i russi, che si consideravano fautori nella liberazione di parte dei Balcani dal dominio ottomano, erano sempre più decisi a non vedere sostituire l'egemonia ottomana da un'egemonia austriaca o tedesca. Nel 1913 il ministro britannico a Belgrado sir George Head Barclay scrisse che: «la Serbia praticamente, è una provincia russa». Era un'esagerazione, perché i leader serbi erano fortemente decisi ad avere la loro autonomia, ma San Pietroburgo allo stesso tempo era molto decisa a dimostrare che il paese era sotto la sua protezione. Le garanzie di sicurezza russe alla Serbia si dimostrarono però fatali per la pace in Europa, e la Russia, comunque, agì in modo irresponsabile quando non pretese, in cambio del proprio sostegno militare, che i movimenti sovversivi serbi all'interno dell'impero asburgico cessassero le loro attività.

## L'uccisione dell'erede al trono

### L'arrivo dei congiurati

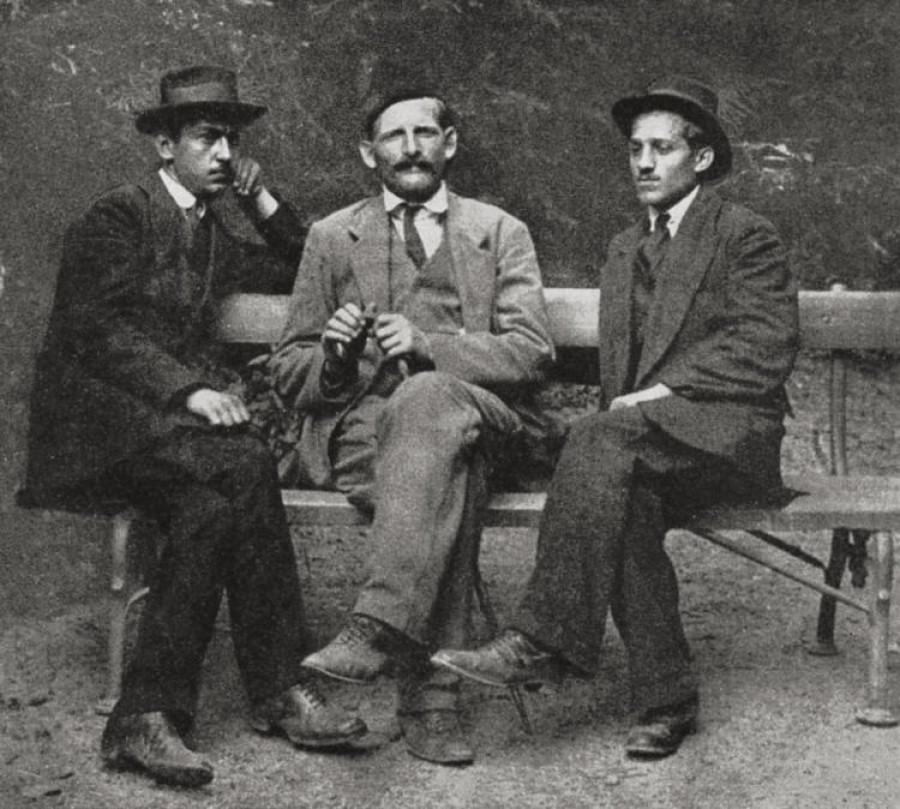
I tre congiurati Grabež, Čabrinović e Princip a Belgrado nel maggio 1914

A Sarajevo, Princip, assieme a Nedeljko Čabrinović e Trifko Grabež, si unì agli altri quattro attentatori che lo stesso Princip aveva segnalato, Vaso Čubrilović, Cvjetko Popović, Danilo Ilić e Muhamed Mehmedbašić. Il gruppo venne fornito dalla Mano nera di quattro pistole Browning FN Modèle 1910 di recente fabbricazione belga, sei piccole bombe a mano di manifattura serba facili da nascondere e capsule di cianuro con cui suicidarsi dopo aver ucciso le loro vittime. Le armi furono presumibilmente fornite dal maggiore Voja Tankošić, braccio destro del capo della Mano nera. Non ci sono prove che Princip e compagni abbiano avuto ulteriore appoggio da Belgrado, e gli stessi giurarono fino alla morte negando ogni complicità della Serbia. Prima di partire Princip si esercitò al tiro con la pistola in un parco di Belgrado e il 27 maggio andò a cena con altri due congiurati, Grabež e Čabrinović prima di iniziare il viaggio di otto giorni che lo condusse a Sarajevo. Princip e Grabež attraversarono il confine assistiti da un ufficiale delle guardie di confine agli ordini della Mano nera, e in territorio asburgico trovarono un contadino che li accompagnò attraverso la campagna, e che era un informatore serbo che ragguagliò Belgrado sugli spostamenti, mentre Čabrinović arrivò a Sarajevo da solo. Il primo ministro Pašić chiese un'indagine e ordinò di impedire a chiunque di fare entrare armi dalla Serbia in Bosnia, ma non fece nient'altro. In seguito un primo ministro serbo dichiarò che Pašić, alla fine di maggio o agli inizi di giugno, informò il governo che alcuni individui erano diretti a Sarajevo per uccidere Francesco Ferdinando, ma che sia vero o meno, sembra che Pašić abbia trasmesso alle autorità austriache solo un avvertimento generico. Vista l'ostilità dei rapporti tra Pašić e Dimitrijević sembra poco probabile che abbiano fatto fronte comune nell'organizzazione dell'attentato.

### Domenica 28 giugno 1914

#### Il primo fallito attentato

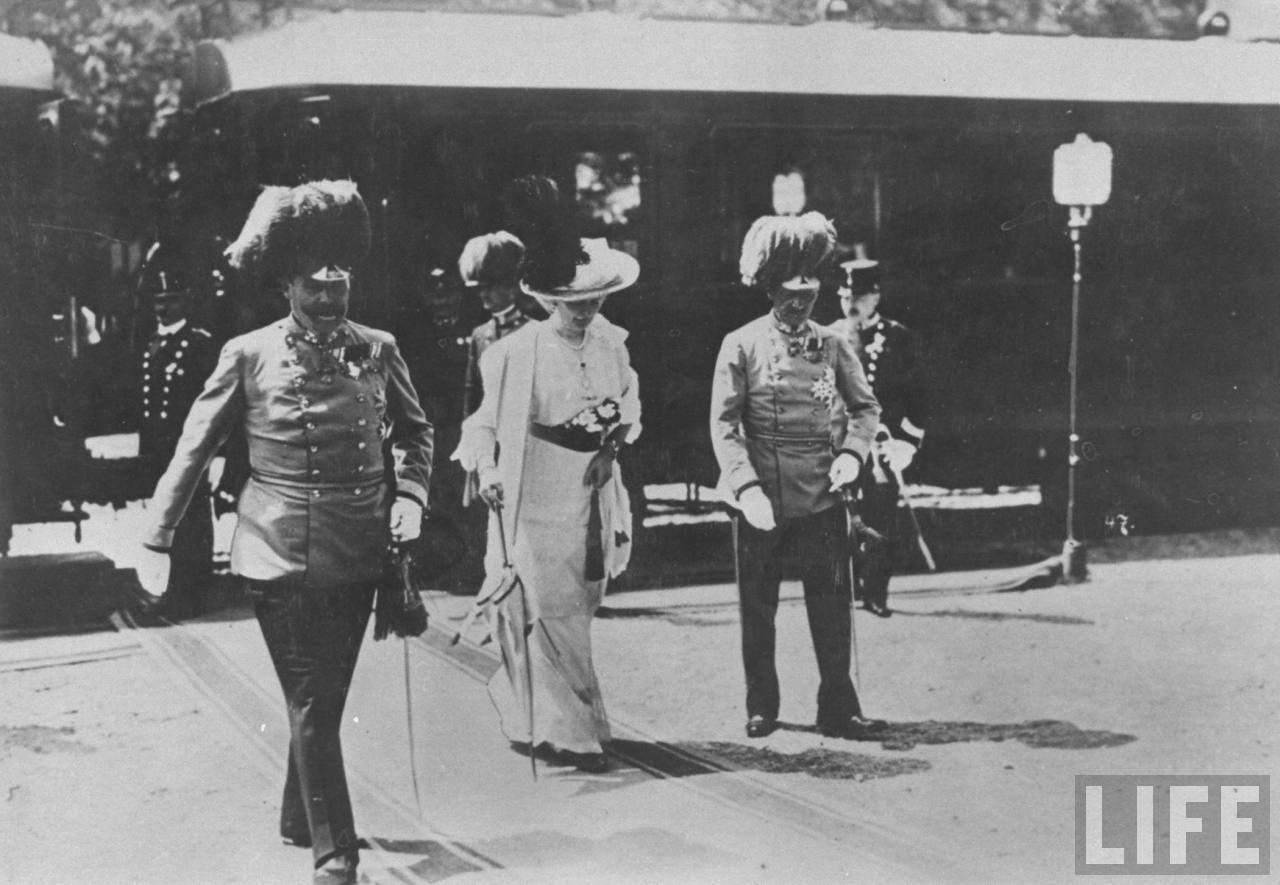
Francesco Ferdinando e Sofia al loro arrivo a Sarajevo la mattina del 28 giugno

L'arciduca Francesco Ferdinando e consorte si recarono di prima mattina a messa in una cappella appositamente attrezzata nel loro albergo, quindi lasciarono Ilidze e presero il treno per Sarajevo, e dopo circa mezz'ora arrivarono alla stazione della città dove li attendeva un corteo di automobili con cui sarebbero sfilati attraverso le vie della città. La coda di auto entrò a Sarajevo tra le 09:30 e le 10:00, diretta al municipio. Il sindaco e il capo della polizia aprivano la fila a bordo della prima automobile, l'arciduca e la duchessa seguivano nella seconda automobile, una decappottabile con a bordo anche il governatore militare, generale Oskar Potiorek, e il tenente colonnello conte Franz von Harrach. Seguivano poi altri veicoli dai due ai quattro, i resoconti variano in proposito.
La strada percorsa dal corteo per entrare in città era il lungofiume Appel, che correva parallelo al Miljacka, il fiume che taglia in due la città e che a giugno iniziava a prosciugarsi, ed era costeggiato su un lato da un basso argine e dall'altro da una fila di case. Quella mattina Princip aveva piazzato tre dei suoi complici sul lungofiume Appel in tre punti diversi in cui la strada era intersecata da ponti, mentre l'attentatore più anziano e amico di Princip, Danilo Ilić, avrebbe agito da coordinatore per spostare gli attentatori quando e dove richiesto.

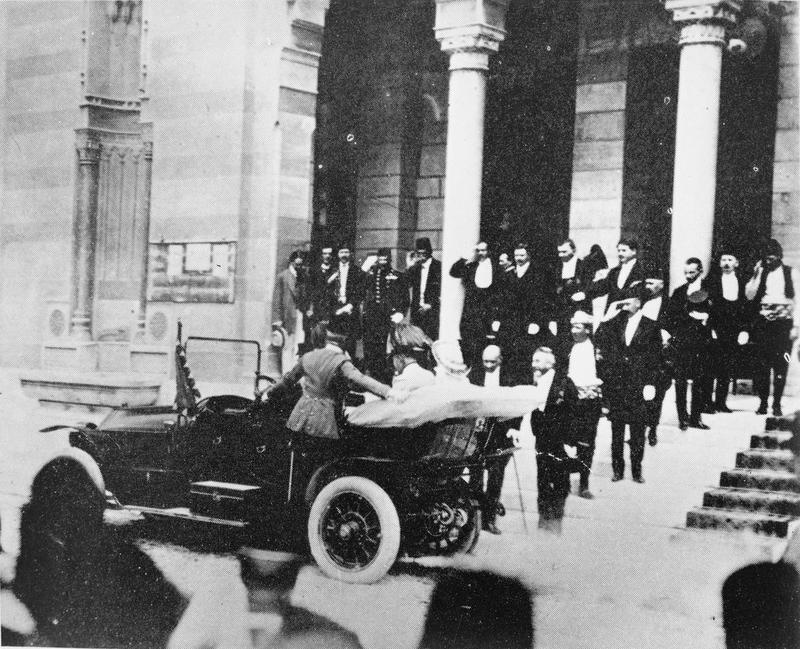
L'arciduca e la moglie lasciano il municipio di Sarajevo. La vettura è una Gräf & Stift "Bois de Boulogne", tipo 28/32 PS (32 cavalli), 4 marce, del 1910

Giunto al primo ponte il corteo si imbatté subito in tre attentatori schierati sul lato della strada prospiciente il fiume con altri due appostati sul lato interno. Il primo attentato giunse dal lato del fiume, dove Čabrinović prima chiese a un poliziotto quale fosse l'automobile con a bordo l'arciduca, quindi tolse la sicura da una piccola bomba a mano e la lanciò contro l'automezzo. L'ordigno colpì la capote arrotolata dell'auto, rotolò sulla strada ed esplose contro la ruota dell'auto che seguiva, mentre l'attentatore per sfuggire si lanciò nel letto del fiume dove ingoiò la capsula di cianuro, che però si rivelò troppo vecchia e sortì il solo effetto di farlo vomitare. I gendarmi catturarono Čabrinović e lo condussero alla stazione di polizia, mentre gli altri cospiratori non furono scoperti e il corteo si fermò per indagare sull'accaduto. 
Nel frattempo Princip, udendo l'esplosione e le urla della folla si precipitò nel luogo, dove apprese che l'arciduca era ancora vivo mentre la duchessa fu solo sfiorata dal detonatore. Gli unici che rimasero feriti furono due occupanti della macchina retrostante, il colonnello Erich von Merizzi (ferito al polso da una scheggia) e un altro funzionario, assieme ad alcuni spettatori che riportarono ferite lievi. Riguardo agli altri attentatori, secondo lo storico Alan John Percivale Taylor che nel suo Politics in Wartime and Other Essays raccontò nel 1964 cosa avvenne per essi: «[...] uno era così stretto tra la folla da non riuscire a estrarre la bomba dalla tasca. Un secondo vide un poliziotto fermo vicino a lui e decise che qualunque movimento fosse troppo rischioso. Un terzo provò pietà per la moglie dell'arciduca e non fece nulla. Un quarto fu preso dalla paura e se ne sgattaiolò a casa».
Rimasto solo e deluso, Princip se ne tornò alla postazione a lui assegnata, sul lato esterno del lungofiume Appel all'altezza del Ponte Latino. Francesco Ferdinando decise di cancellare il programma stabilito che prevedeva l'attraversamento dei tortuosi vicoli in direzione del museo; ma non volle neppure ripercorrere la strada fatta in precedenza, così, dopo una sosta al municipio per i ricevimenti e i discorsi di benvenuto, decise di recarsi all'ospedale per far visita al colonnello Merizzi e agli altri feriti.

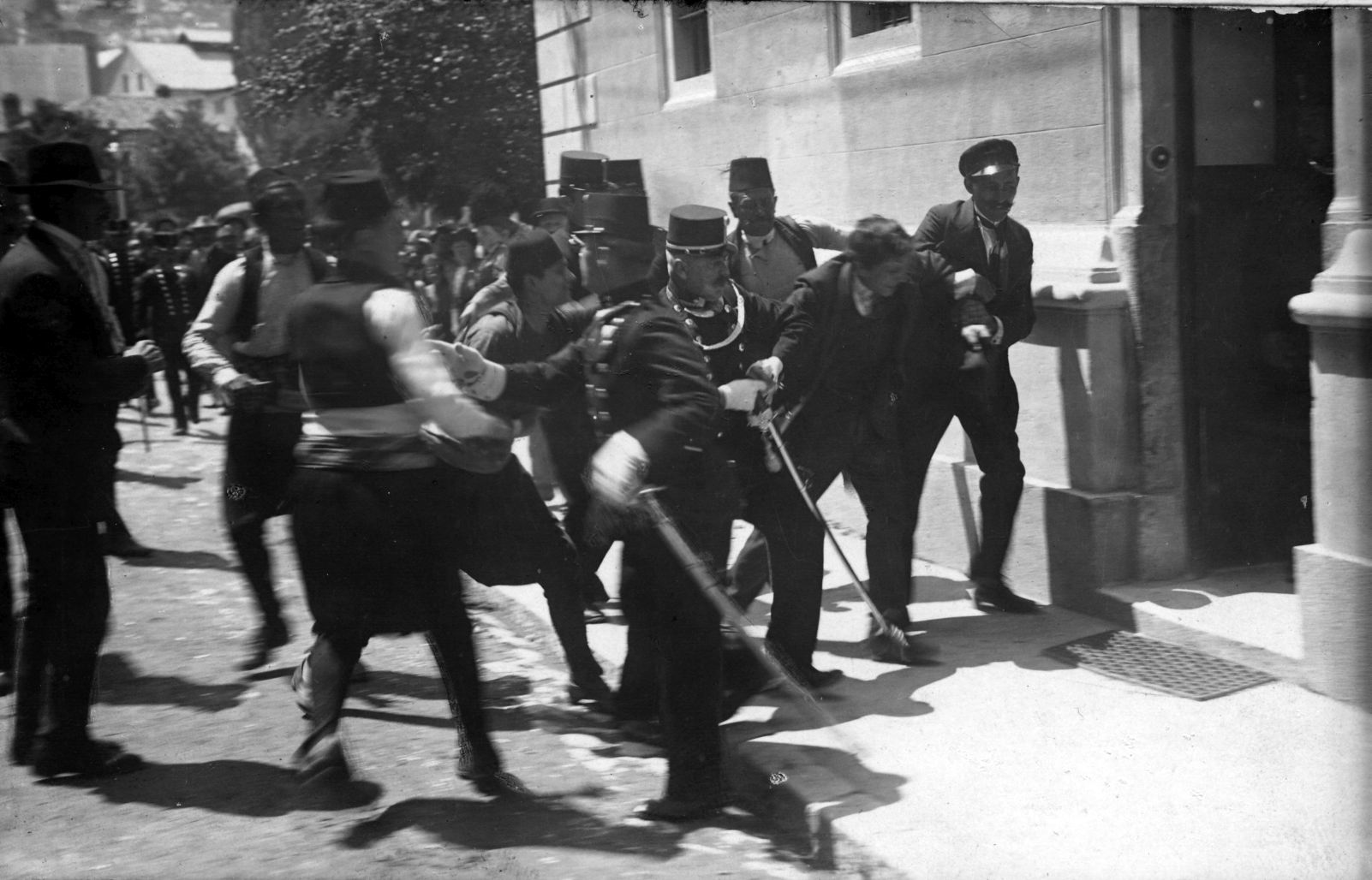
Arresto del sospettato Ferdinand Behr. L'immagine è spesso presentata come la foto dell'arresto di Princip, che in realtà non esiste.

#### Il secondo attentato e la morte dell'arciduca
Uscito dal municipio, dove alcune fonti riportano che l'arciduca esasperato inveì contro il sindaco esclamando: «Veniamo qui e la gente ci tira addosso delle bombe!», il corteo proseguì la visita. L'autista della vettura in testa, però non fu informato o non capì, e lasciò il lungofiume come da programma, inoltrandosi in una stradina laterale verso il museo, tirandosi dietro il resto delle auto. Potiorek gridò di tornare indietro e l'autista si fermò studiando il modo migliore per girare, ma probabilmente l'auto rimase bloccata posteriormente dal resto del corteo, che ora era fermo. 
Tutto ciò accadde a pochissimi metri da Princip, il quale circondato dalla folla colse al volo l'occasione, prese la bomba ma non aveva spazio per alzare il braccio, così estrasse la pistola, si avvicinò all'automobile dell'arciduca e sparò due colpi a bruciapelo: uno colpì l'arciduca alla giugulare e l'altro la duchessa all'addome. Princip si puntò la pistola addosso ma fu fermato da un passante, che gli si buttò addosso impedendogli di spararsi. In quel momento regnava il caos: alcuni scambiarono i colpi di pistola per il ritorno di fiamma delle automobili (un fenomeno molto comune in quei primi modelli) mentre parte della folla e i poliziotti si scontrarono per catturare il giovane assassino. Princip inghiottì il cianuro, ma anche in questo caso provocò solo un attacco di vomito: la folla iniziò a pestarlo e forse avrebbe finito per linciarlo se la polizia non fosse riuscita a strapparlo dalle loro mani. Nel parapiglia Princip lasciò cadere la bomba e solo l'arrivo di altri poliziotti riuscì a disperdere la folla e arrestare il giovane attentatore.
Nel frattempo l'automobile con a bordo i reali corse in cerca di aiuto; «Sofia cara! Sofia cara! Non morire! Vivi per i nostri figli!» urlava Francesco Ferdinando, con la moglie che rispose debolmente: «Non è niente», mentre gli aiutanti cercavano in ogni modo di fare qualcosa. L'auto si diresse alla residenza del governatore che distava solo pochi minuti. I due erano stati colpiti alle 10:30 del mattino: Sofia morì intorno alle 10:45, Francesco Ferdinando, poco dopo, intorno alle 11:00.

### Le immediate reazioni all'attentato

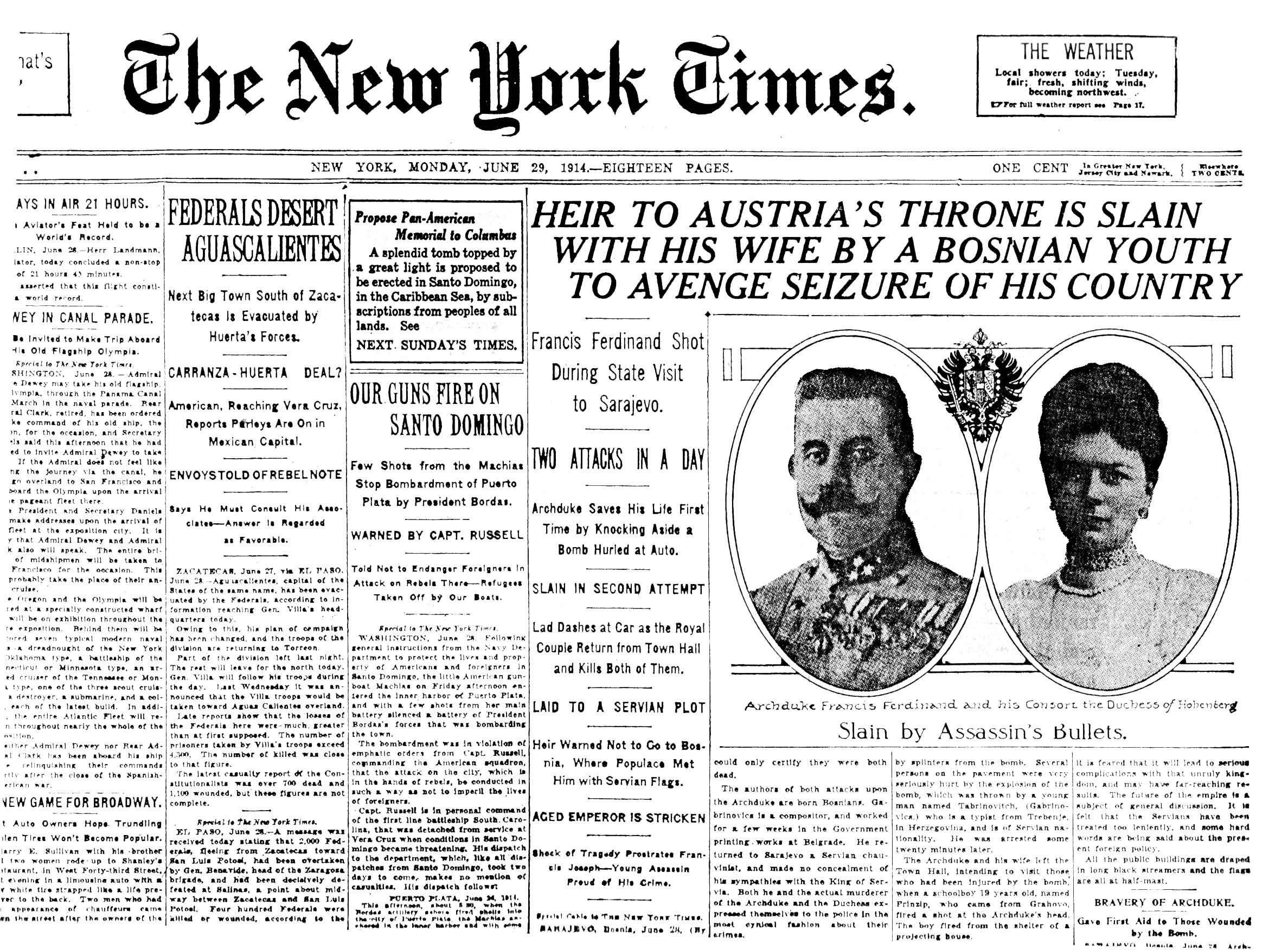
La prima pagina del New York Times del 29 giugno 1914

I ministeri di tutto il mondo vennero immediatamente informati dell'accaduto: nell'arco di poche ore iniziarono a giungere le condoglianze e Vienna ottenne un resoconto dattiloscritto accurato che delineava l'accaduto in modo abbastanza preciso. Il primo commento agli eventi dell'imperatore pare sia stato: «Un potere superiore ha ristabilito l'ordine che io, purtroppo, non sono riuscito a preservare». Erano trascorsi esattamente quattordici anni da quando Francesco Ferdinando era stato costretto a prestare il giuramento che escludeva dalla successione i suoi figli, l'imperatore aveva sempre temuto che dimenticasse il giuramento che avrebbe provocato un'intrusione in quella che considerava una linea dinastica stabilita da Dio. Quel pericolo era ora scongiurato, il nuovo principe ereditario sarebbe stato il pronipote arciduca Carlo; «È stato un grande sollievo» commentò Francesco Giuseppe.
A tal proposito il ministro degli esteri conte Leopold Berchtold scrisse nel suo diario che durante la prima riunione di gabinetto successiva all'assassinio c'era «sì, costernazione e indignazione, ma anche un certo senso di sollievo».

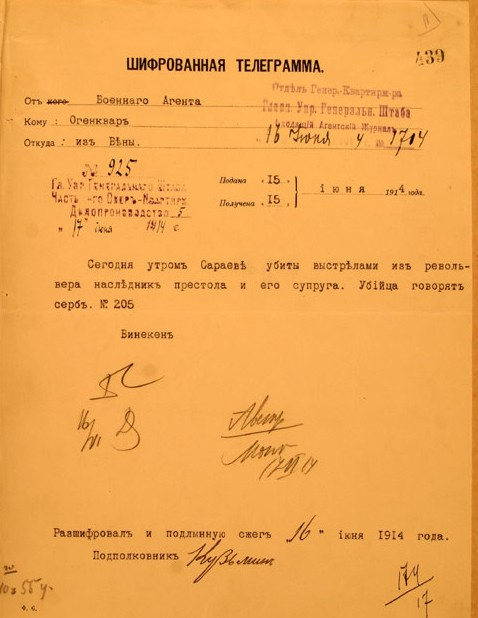
Il dispaccio giunto a San Pietroburgo il 28 giugno

Il kaiser Guglielmo II venne informato dell'accaduto a Kiel durante una regata nella quale era impegnato a bordo del suo yacht Meteor. A riva, il suo capo di gabinetto ammiraglio Karl von Müller, ricevette un cablogramma cifrato dal console generale tedesco a Sarajevo, dopodiché salì a bordo della lancia Hulda, raggiunse il Meteor e riferì dell'accaduto. Guglielmo decise di tornare a Berlino per «prendere in mano la situazione e preservare la pace in Europa», ma la notizia fu un duro colpo per il kaiser, che da anni era impegnato a cementare il suo rapporto con Francesco Ferdinando. Secondo la visione del kaiser, i due avrebbero potuto lavorare insieme per guidare il continente. Da Kiel, il corrispondente del londinese Times telegrafò al suo editore comunicandogli che «l'interesse di Berlino al problema austriaco diverrà ancora più intenso» che in passato, mentre l'ex cancelliere tedesco Bernhard von Bülow riferì che un diplomatico ungherese gli aveva detto che l'assassinio «era una grazia della divina Provvidenza» perché l'antiungherese Francesco Ferdinando avrebbe potuto far sprofondare l'Austria-Ungheria in una guerra civile.
In Gran Bretagna il 29 giugno il duplice assassinio venne definito come un «oltraggio», e la notizia dominò gli articoli di politica estera nei maggiori quotidiani londinesi. Secondo il corrispondente del Times gli eventi nella capitale bosniaca erano «evidentemente frutto di un complotto accuratamente congegnato», mentre secondo il console britannico a Sarajevo «I giornali locali parlano di un crimine anarchico, ma l'atto fu più probabilmente opera di indipendentisti serbi, concertato molto tempo prima». A Londra i mercati azionari aprirono al ribasso per poi recuperare allorché apparve chiaro che la borsa di Vienna e le altre borse del continente stavano andando bene, mentre sir Mark Sykes, membro del Partito Conservatore britannico, ammonì la Camera dei rappresentanti che non era quello il momento di concentrarsi sugli sviluppi internazionali quando gli affari interni del paese versavano in condizioni pietose. Il 30 giugno i sentimenti di Sykes trovarono eco nel Times, dove peraltro si faceva riferimento al fatto che di lì a poche settimane la Gran Bretagna rischiava di sprofondare in una guerra civile per decidere il destino dell'Irlanda. L'ambasciatore britannico in Italia riferì a Londra che, sebbene l'assassinio sia stato apparentemente stigmatizzato dalle autorità e dalla stampa: «appare lampante che in linea generale la gente ha considerato quasi provvidenziale l'eliminazione dell'arciduca».

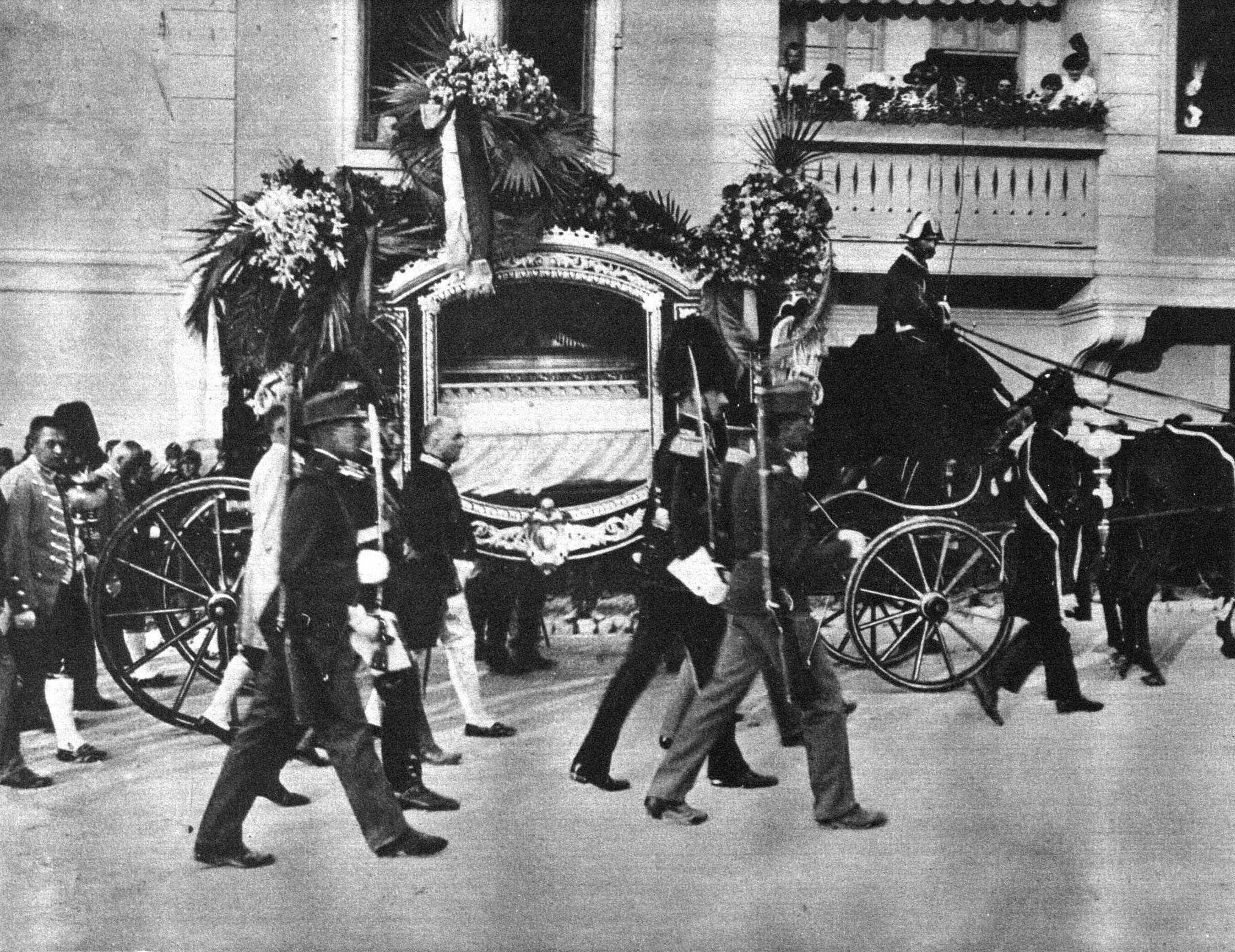
Il corteo funebre di Francesco Ferdinando diretto alla stazione ferroviaria di Sarajevo

Il presidente francese Raymond Poincaré apprese dell'assassinio mentre assisteva alle corse dei cavalli a Longchamp, ma la notizia non gli impedì di godersi il Gran Prix. Il giornalista Raymond Recouly scrisse su Le Figaro che «l'attuale crisi era destinata a ricadere nella categoria dei battibecchi balcanici che si susseguivano ogni quindici o venti anni e venivano risolti tra i popoli della regione, senza bisogno di coinvolgere le grandi potenze», e anche a San Pietroburgo gli amici russi del corrispondente Arthur Ransome liquidarono l'assassinio come «un tipico esempio della barbarie balcanica». La Francia in quel momento era focalizzata un altro clamoroso scandalo, l'affare Caillaux. Il 16 marzo la seconda moglie dell'ex primo ministro Joseph Caillaux, uccise a colpi di pistola il giornalista di Le Figaro Gaston Calmette, che da tempo stava mettendo in atto una campagna tesa a screditare il marito. Il processo alla donna era previsto per il 20 luglio, così durante quel mese l'attenzione agli avvenimenti di Sarajevo venne sviata e passò quasi in secondo piano. 

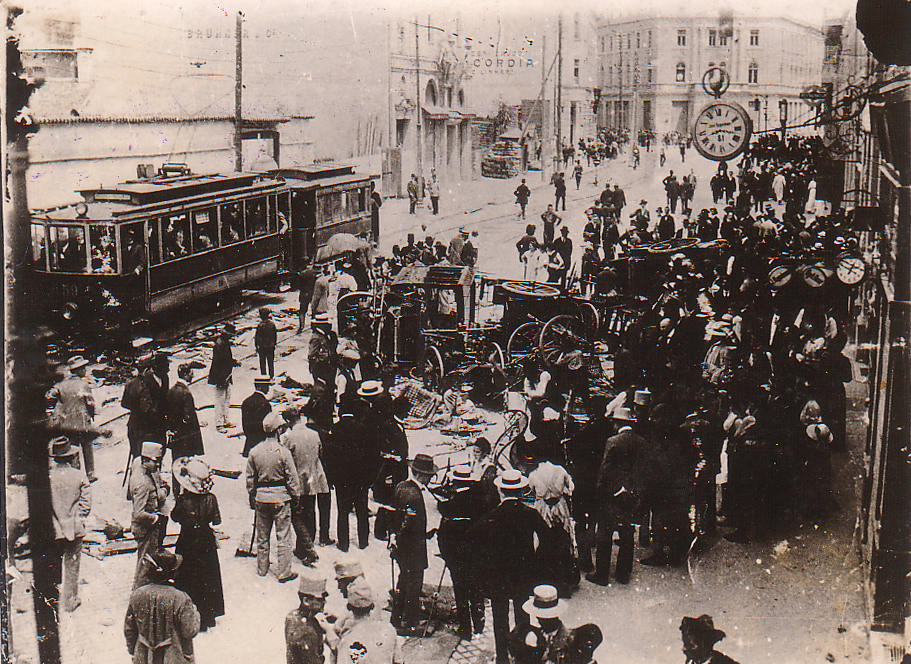
Carrozze e proprietà di civili serbi distrutte a Sarajevo

Anche nella terra natia di Francesco Ferdinando la notizia dell'assassinio fu accolta con relativa calma; lo storico Zbyněk Zeman scrisse che a Vienna «l'evento non destò quasi impressione. La domenica e il lunedì la popolazione ascoltò musica e bevve vino [...] come se nulla fosse accaduto». Lo stesso pomeriggio del 28 giugno lo scrittore Stefan Zweig annotò che la folla che si era accalcata attorno a un palco sopra il quale venne data la notizia dell'assassinio, reagì senza sconcerto o sgomento alla notizia, e questo perché «l'erede al trono non era per niente amato» e la morte di lui e sua moglie non suscitò alcuna emozione particolare. Ma l'indignazione per l'accaduto fu accompagnata anche da violente manifestazioni anti-serbe a Vienna e Brno, spinte soprattutto dai timori di altre cospirazioni serbe; da Budapest il console generale britannico riferì che un'ondata di odio si abbatté sulla Serbia e tutto ciò che è serbo. Nelle prime quarantotto ore dopo l'assassinio in Bosnia furono arrestati più di duecento serbi, mentre di lì a pochi giorni tutti i cospiratori erano stati arrestati, tranne il falegname musulmano Mehmedbašić che riuscì a fuggire in Montenegro. Alla fine di luglio circa 5000 serbi erano dietro le sbarre e 150 furono impiccati appena iniziarono le ostilità. Gli ausiliari della milizia austriaca degli Schutzkorps giustiziarono sommariamente molti altri musulmani e croati, mentre nelle campagne si registrarono diverse impiccagioni di contadini serbi.
Di fatto in tutte le capitali europee la reazione dell'assassinio dell'erede al trono asburgico fu calma, fin quasi a rasentare l'indifferenza.

### Le esequie

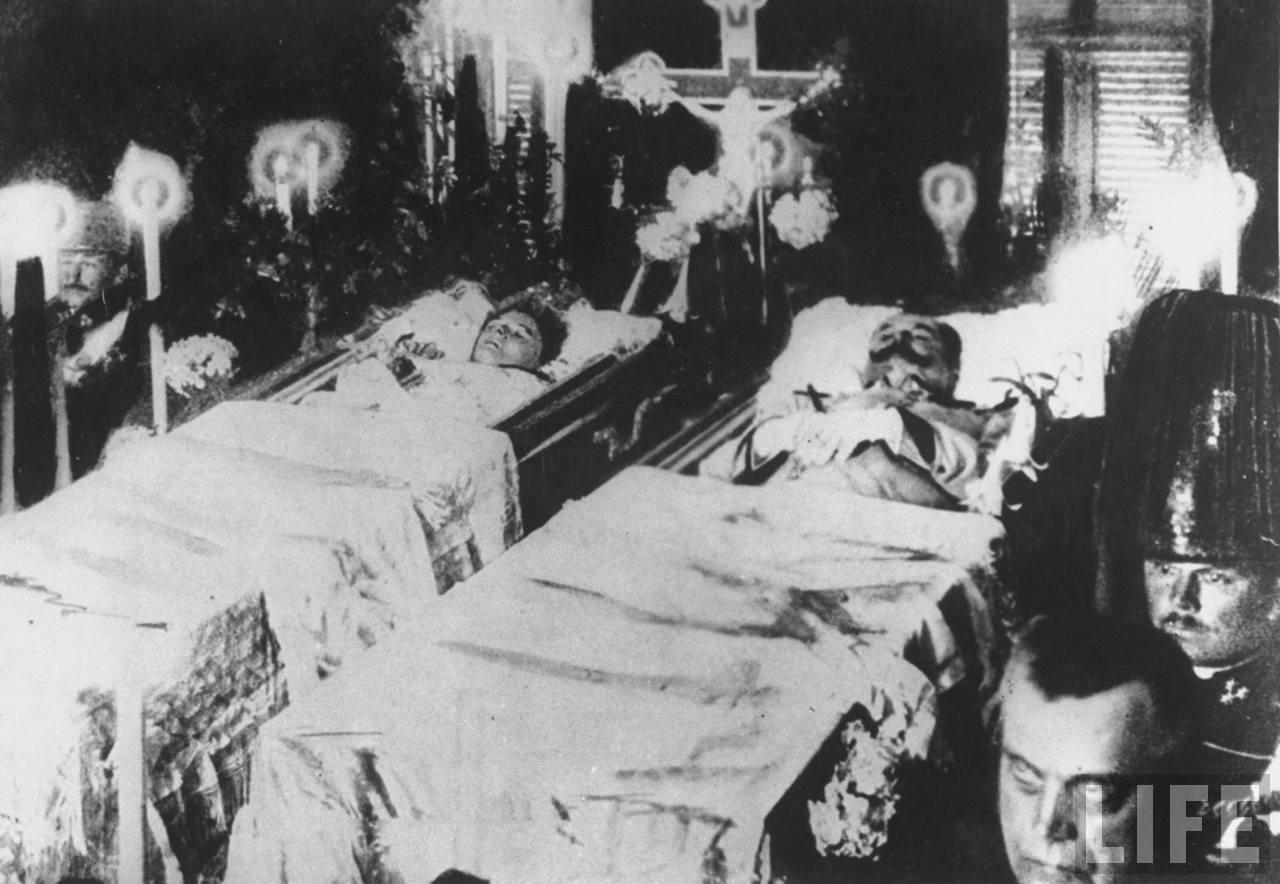
Le salme di Sofia e Francesco Ferdinando

L'incarico di occuparsi delle salme fu affidato al principe Alfredo di Montenuovo, Gran Maestro di Corte e responsabile del cerimoniale e dell'etichetta degli Asburgo, che paradossalmente fu anche il principale persecutore di Sofia per via della bassa stima che il principe e tutta la corte avevano di lei. Le salme furono trasportate da Metković a Trieste deposte sulla tuga poppiera della corazzata Viribus Unitis, scortata da un imponente seguito di navi da battaglia, torpediniere, incrociatori e cacciatorpediniere con le bandiere e le insegne a mezz'asta. Il corteo fece rotta lungo la costa, dando la possibilità alle popolazioni di salutare per l'ultima volta l'arciduca e la duchessa. Le salme quindi arrivarono in treno alla stazione ferroviaria di Vienna il 2 luglio e condotte alla cappella di Hofburg per le esequie funebri. Montenuovo addirittura programmò che le due salme arrivassero in momenti diversi e di notte, in modo tale da poter trasferirle in due destinazioni diverse, ma alla stazione si presentò l'arciduca Carlo, nipote di Francesco Ferdinando, e il piano andò in fumo. Comunque sia, la bara dell'arciduca era più alta e più larga e mostrava le sue insegne regali, in quanto principe e seconda massima carica dell'impero, mentre quella di Sofia portava un paio di guanti bianchi e un ventaglio nero - le insegne del suo servizio quale dama di corte. Ai figli della coppia fu vietato di partecipare alla cerimonia funebre, mandarono così dei fiori, uno degli unici due bouquet concessi. Vienna chiese ai membri delle case reali straniere di non partecipare, e dunque il 3 luglio, giorno della cerimonia, non giunse nessuno. Il funerale durò appena quindici minuti e subito dopo Francesco Giuseppe tornò a Ischl e alle sue cure termali; il vecchio imperatore non si sforzò troppo di fingersi addolorato per la morte del nipote, ma era arrabbiato di come erano andati i fatti e la maggior parte dei sudditi condivideva quei sentimenti, o la loro mancanza. I corpi infine furono interrati ad Artstetten, dopo che la meschinità che la corte gli aveva riservato da vivi, gli si riversò contro anche da morti, svuotando però di qualunque contenuto la loro pretesa di essere stati ingiuriati dal crimine perpetrato da Princip.
Gli osservatori stranieri si dissero sorpresi che il lutto a Vienna per l'erede al trono fosse tanto superficiale e chiaramente solo di circostanza. È paradossale dunque, che il governo asburgico non abbia esitato nello sfruttare l'assassinio come giustificazione per invadere la Serbia, anche a costo di provocare uno scontro armato con la Russia. Princip, insomma, aveva ucciso l'unico uomo che si fosse impegnato per evitare tutto ciò.

### Le prime indagini
Malmenato e sanguinante, dopo l'arresto Princip fu condotto alla stazione di polizia dove Čabrinović era giunto poco prima. In base ai procedimenti giudiziari invalsi in Europa, fu nominato un magistrato inquirente Leo Pfeffer per indagare sul crimine di Čabrinović, e quando la polizia scortò in cella Princip, il procedimento si ampliò. Due tentativi nell'arco di pochi minuti lasciavano intendere l'esistenza di qualcosa di più che un gesto omicida; portavano a una cospirazione. Sottoposto a interrogatorio, Princip negò di avere complici e negò di conoscere Čabrinović, e disse di sé stesso: «La gente mi considerava uno smidollato [...] E io facevo finta di essere una persona debole anche se non lo ero». Čabrinović da parte sua ammise di conoscere Princip ma negò di sapere cosa avesse fatto, affermando che se fosse stato l'esecutore di un attentato successivo al suo, era perché nutriva sentimenti analoghi ai suoi, ma non perché erano d'accordo.

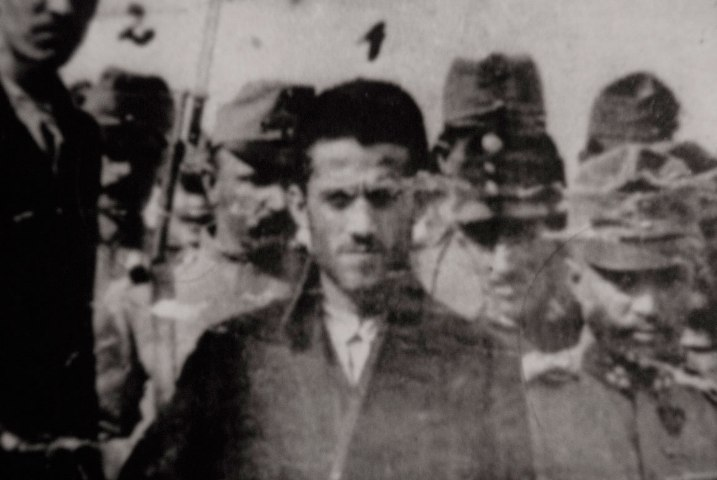
Gavrilo Princip scortato dalle forze di polizia subito dopo l'attentato

La storia che i due avessero attentato alla vita di Francesco Ferdinando in modo indipendente l'uno dall'altro, apparve subito assurda agli inquirenti, e il motivo per cui nessuno dei due avesse tentato di imbastire una storia plausibile era perché la loro missione era suicida, e nel programmarla non si preoccuparono della possibilità di dover fornire qualunque spiegazione alle autorità.
La polizia austriaca compì retate nelle case di Princip e Čabrinović, arrestando i familiari di quest'ultimo e quelli di Ilic, con i quali Princip viveva. Per non far soffrire persone che non c'entravano niente con la cospirazione, i due rivelarono parte del piano e i nomi degli altri cinque congiurati. Il 2 luglio tutti i cospiratori erano stati individuati, e il 3 luglio erano tutti in prigione. I congiurati cercarono di non fornire informazioni che li correlassero alla Serbia, ma vi riuscirono solo in parte; il 5 luglio Potiorek comunicò al ministro delle finanze Leon Biliński, che i cospiratori avevano ricevuto armi da Tankošić, il quale aveva anche addestrato Princip a sparare. Potiorek scoprì anche i collegamenti tra Princip e Dimitrijević, e quindi al governo serbo, ma i suoi superiori si limitarono ad archiviare questi indizi anziché trasmetterli alle autorità. Gli indizi c'erano, ma non erano inoppugnabili, e il governo asburgico seppur convinto di qualche implicazione del governo serbo nel crimine, non aveva prove a sufficienza, ed era anche all'oscuro dell'esistenza della Mano nera. 

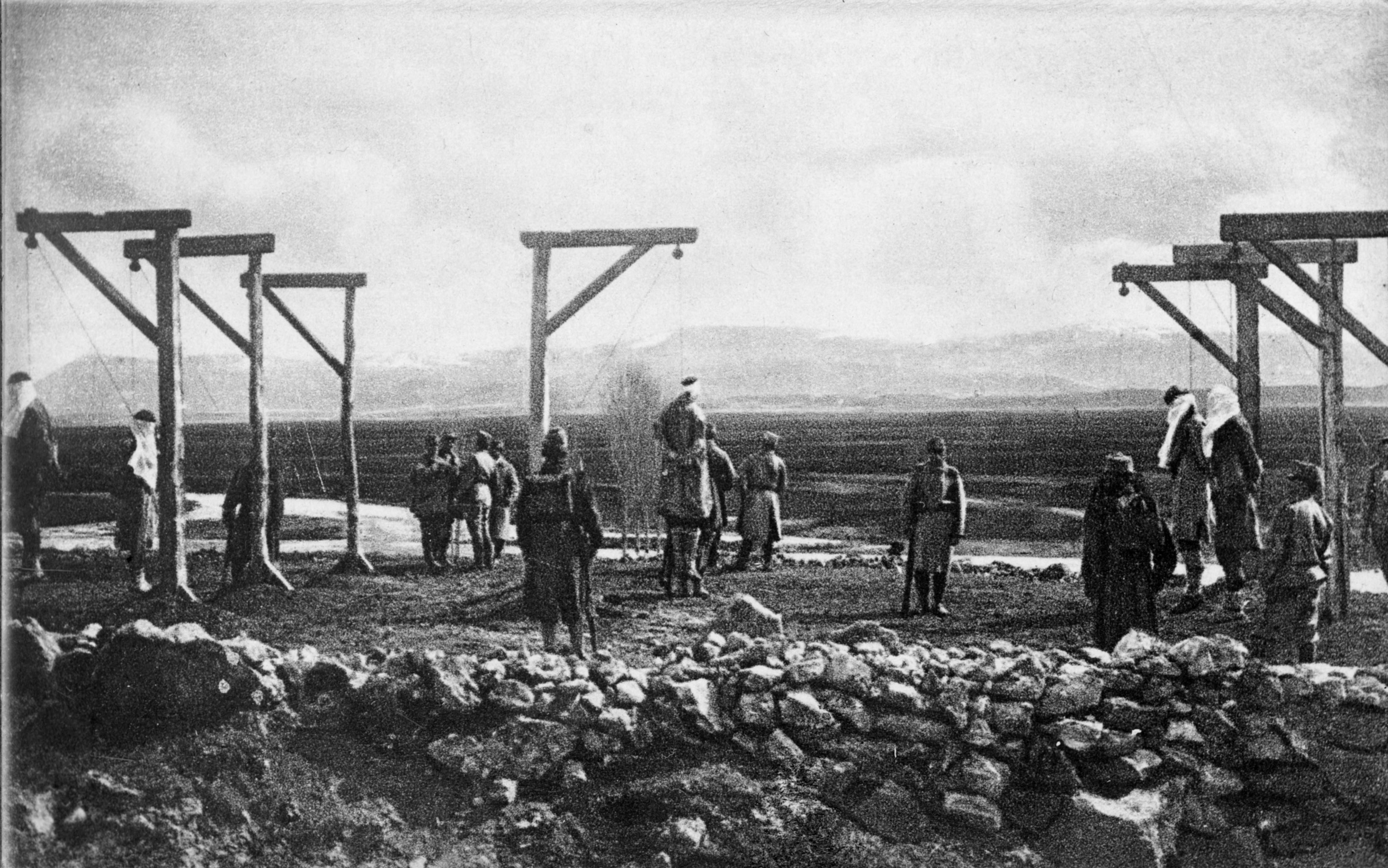
Esecuzione di civili serbi a Trebinje nei giorni successivi l'attentato

Il 1º luglio lo stesso Pašić inviò ai propri rappresentanti all'estero una circolare in cui affermava oltraggiose e assurde le accuse di complicità mosse al governo serbo, implorando i suoi rappresentanti di mettere fine il prima possibile alla campagna anti-serba messa in moto dalla stampa europea e perorata dagli austriaci. Da più parti arrivarono al governo di Vienna consigli di agire con cautela, ma non era dello stesso avviso il kaiser Guglielmo, che a quel punto non era più disposto a minimizzare il problema serbo. Guglielmo era infatti sicuro che la pista dei colpevoli portasse a Belgrado: «dobbiamo liquidare i serbi, e dobbiamo farlo adesso!».
Ai primi di luglio, nessuna delle due fazioni contendenti sembrava rendersi conto di come apparissero le cose all'estero: Belgrado fu incapace di mascherare la gioia del popolo serbo, e sembrava non capire che doveva assolutamente fare di più per convincere gli altri della propria innocenza; mentre Vienna non capiva che doveva fare di più per persuadere gli altri governi che quello serbo - e non soltanto alcune "canaglie" all'interno del suo establishment - era colpevole. Il ministro plenipotenziario russo a Vienna, Nikolaj Šebeko avviò una propria indagine e inviò a Sarajevo Mixail Anatolevich, principe Gagarin, il quale rimase subito sconcertato dalla pressoché totale assenza di misure di sicurezza da parte dei funzionari asburgici, e sospettò che stessero accusando i serbi per coprire la loro incompetenza. Gagarin avrebbe potuto essere sconfessato se gli austriaci fossero stati disposti a rivelare i propri indizi, ma l'indagine ufficiale continuò a esser condotta in segreto, eliminando così ogni ipotesi di convincere la Russia che la Serbia era dietro alla congiura, ed eliminando ogni possibilità che lo zar potesse far quadrato con Austria-Ungheria e Germania contro i regicidi.

## Analisi e conseguenze

### La crisi nelle relazioni diplomatiche
L'Austria-Ungheria prese quasi subito la decisione di reagire all'assassinio di Francesco Ferdinando con l'invasione della Serbia, non perché ai suoi capi importasse più di tanto dell'arciduca, ma perché il gesto rappresentava la migliore giustificazione possibile per fare i conti con un vicino scomodo. Vienna si convinse che un'azione militare fosse l'unico modo per risolvere le proprie difficoltà non solo con la Serbia, ma anche con tutte le minoranze ostili. Il ministro della Guerra, Alexander von Krobatin e il governatore generale Oskar Potiorek chiesero entrambi un'azione militare, il conte Berchtold, spesso schernito dai suoi pari perché di carattere titubante, si dimostrò stavolta molto determinato, dichiarando la necessità di «una definitiva e fondamentale resa dei conti» con la Serbia. L'imperatore Francesco Giuseppe scrisse personalmente al kaiser comunicandogli che dopo gli ultimi terribili avvenimenti, una soluzione pacifica con la Serbia sarebbe stata impensabile. Il 4 luglio Berchtold inviò il conte Alexander Hoyos a Berlino, dove il diplomatico ebbe una serie di colloqui con Guglielmo e i suoi consiglieri, durante i quali fu assicurato l'appoggio incondizionato della Germania a qualunque strategia l'Austria intendesse adottare, consegnando nelle mani degli alleati austriaci quel che poi sarebbe diventato il famoso "assegno in bianco" con cui i tedeschi esortavano in qualche modo l'Austria-Ungheria ad agire. I tedeschi spinsero gli austriaci a fare in fretta, per negare ai serbi il tempo di cercare appoggio diplomatico o militare; volevano che Vienna mettesse San Pietroburgo davanti al fatto compiuto, con le truppe asburgiche ormai in possesso della capitale serba. Nelle settimane seguenti, prima che Vienna consegnasse l'ultimatum, i tedeschi mostrarono irritazione per l'atteggiamento dilatorio austriaco; il cancelliere Bethmann-Hollweg, si abbandonò spesso e volentieri a momenti di panico, anche se i diplomatici tedeschi non cancellarono l'ipotesi di risolvere la questione per altre vie e in parte pensavano che la possibile guerra tra Austria e Serbia potesse rimanere di carattere locale, tanto che il contrammiraglio tedesco Albert Hopman scrisse in diverse occasioni che non ci sarebbe stata nemmeno la guerra.

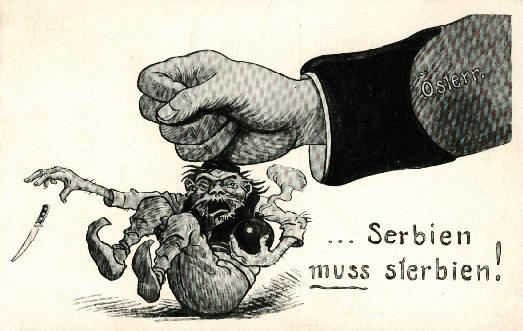
«La Serbia deve morireǃ» (assonante in tedescoː Serbien muss sterbien)
Vignetta propagandistica austriaca sulla necessità di punire la Serbia ritenuta responsabile dell'attentato di Sarajevo.

Di ben altra opinione erano i politici e militari austriaci. Il 7 luglio il barone Wladimir von Gieslingen, inviato austriaco a Belgrado, tornò a Vienna dopo aver ricevuto istruzioni dal ministro degli Esteri, comunicò: «Comunque reagiscano i serbi all'ultimatum [che in quel momento veniva redatto], dovrete interrompere le relazioni e si deve arrivare alla guerra». Il capo di stato maggiore dell'esercito Franz Conrad von Hötzendorf convinto sostenitore di una rapida azione militare, continuò a spingere in tal senso, fiducioso della protezione tedesca e dell'invincibilità dell'esercito del kaiser. Solo il primo ministro ungherese, conte István Tisza si disse dubbioso, lamentando le terribili conseguenze di una guerra in Europa, ma anche il conte il 19 luglio si allineò con le decisioni austriache. L'opinione pubblica ungherese era ormai altrettanto contraria alla Serbia di quella austriaca. Molti leader militari austriaci erano consci dell'eventualità di dover scendere in campo anche contro la Russia, ma consideravano quel confronto come un contributo indispensabile all'eliminazione della minaccia panslava. A tal proposito il 24 luglio Wolfgang Heller, ufficiale di stato maggiore, scrisse: «Non si può sperare in un vero successo se non mettiamo in atto il Kriegsfall R (Piano di guerra Russia). Solo se la Serbia e il Montenegro cessano di esistere come stati indipendenti si può arrivare a una soluzione della questione [slava]». E con lui erano della stessa opinione tutti i leader politici, militari, diplomatici e nobili austriaci.

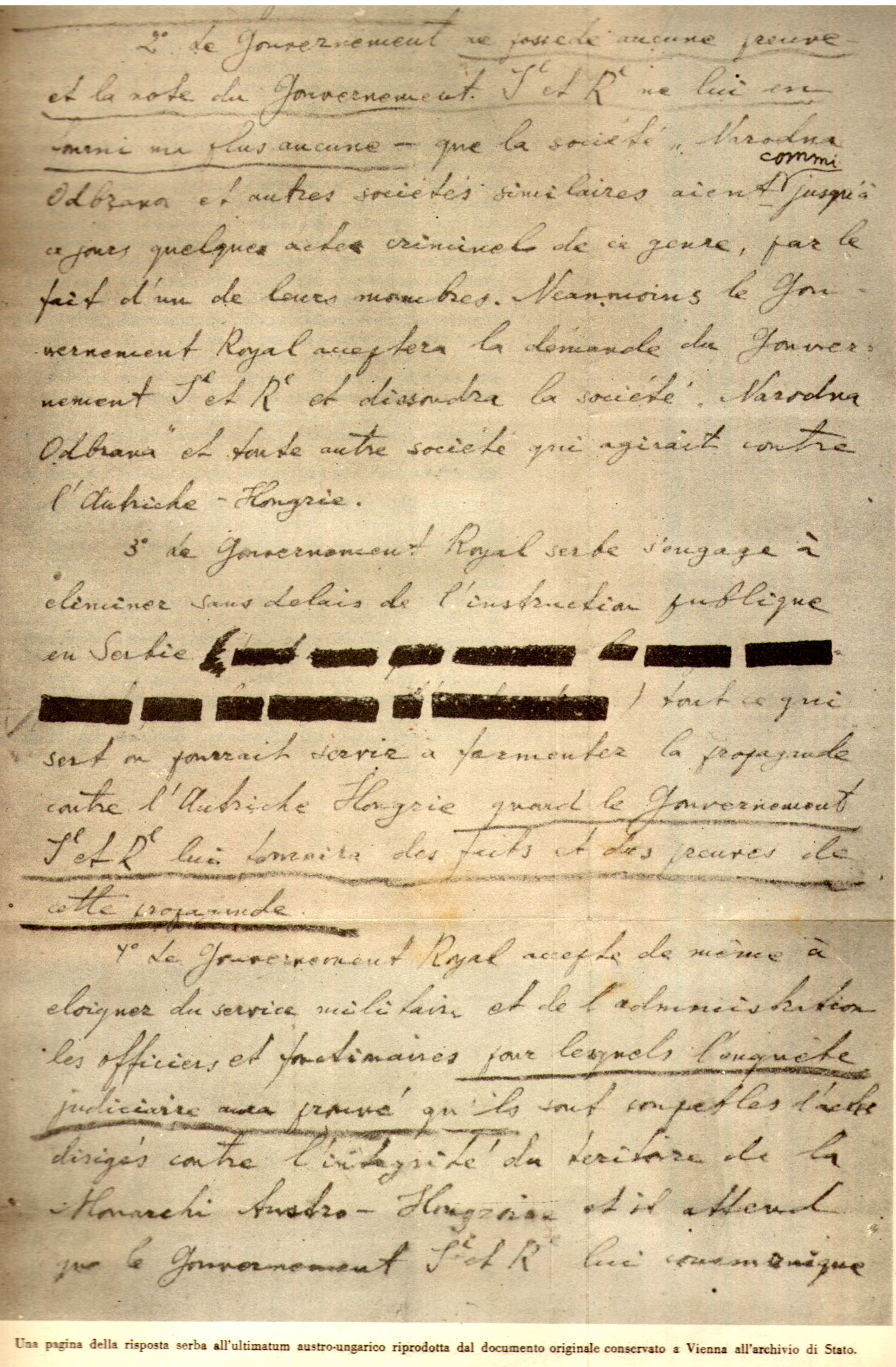
La risposta serba all'ultimatum

La decisione finale austriaca di invadere la Serbia, a prescindere dalla risposta di Belgrado alle richieste di Vienna, fu presa durante un incontro segreto a casa di Berchtold, il 19 luglio. Alle 18:00 del 23 luglio fu presentato l'ultimatum, scritto dal barone Alexander Musulin, a Belgrado, in cui Vienna denunciava la Serbia di aver sostenuto il terrorismo e l'omicidio politico nell'impero asburgico con accuse indicanti la partecipazione della Mano nera. Le clausole 5 e 6, tuttavia, prevedevano che gli austriaci venissero autorizzati a investigare e fare da arbitri su suolo serbo, rappresentando una rinuncia alla propria sovranità che nessun paese poteva accettare, e Vienna non si aspettava che la Serbia lo facesse. Quello stesso giorno Pašić era lontano da Belgrado, e l'ultimatum fu ricevuto dal ministro delle Finanze Laza Paču, che comunicò con Dimitrijević e con il nuovo ambasciatore russo Vasilij Štrandman che mise subito al corrente il ministro degli Esteri Sazonov a San Pietroburgo. Il principe Alessandro nel frattempo comunicò con lo zar Nicola e con il re d'Italia Vittorio Emanuele, chiedendo al primo l'invio di armi ed equipaggiamenti militari. L'Europa occidentale e i suoi leader reagirono lentamente all'ultimatum austriaco, e il 24 luglio la crisi di luglio entrò nella sua fase critica, quando i termini dell'ultimatum vennero resi noti alle cancellerie d'Europa. Alle 18 meno due minuti del 25 luglio Pašić consegnò a von Gieslingen la risposta all'ultimatum, dove vennero accettati tutti punti tranne quello che agli austriaci fosse garantita giurisdizione in territorio serbo. Quando la notizia della reazione serba all'ultimatum fu resa nota, in Europa si pensò inizialmente che la guerra fosse scongiurata, ma Vienna non finse nemmeno di considerare una conclusione pacifica, e la notizia che l'ultimatum non era stato accettato nella sua interezza fu accolta con allegria dalla popolazione viennese. I serbi sapevano che la loro reazione non avrebbe soddisfatto Vienna, e quattro ore prima della scadenza dell'ultimatum avevano mobilitato l'esercito. Alle ore 12:00 del 28 luglio un telegramma con la dichiarazione di guerra partì per Belgrado, l'Austria dichiarò ufficialmente guerra alla Serbia, confidando nell'appoggio tedesco nel caso in cui il conflitto si fosse esteso. Era iniziata la prima guerra mondiale, ma non molti se ne resero conto.

### Le mancanze austriache e i processi ai congiurati
Gli storici rimasero sconcertati dalla totale mancanza di misure di sicurezza prese dalle autorità austriache quel 28 giugno. Il previsto schieramento di soldati lungo l'intero tragitto non fu posizionato; nei pressi erano stazionati circa 22.000 soldati asburgici, ma il generale Potiorek distaccò solo una guardia d'onore di 120 uomini per scortare e proteggere Francesco Ferdinando e il suo entourage. Si disse poi, che il generale intendesse dimostrare che sotto il suo pugno di ferro regnava un ordine tale da rendere superflue operazioni di polizia. Ma se questa teoria fosse vera, tutto ciò che Potiorek riuscì a dimostrare fu esattamente il contrario. I funzionari asburgici peraltro non considerarono alcuni fattori decisamente importanti. La data scelta era estremamente pericolosa e non sarebbe stato esagerato presumere che i serbi della Bosnia-Erzegovina, già ricalcitranti per essere stati annessi all'Austria-Ungheria, avrebbero visto di cattivo occhio la presenza del governo austriaco proprio in quel giorno particolare. Le manovre militari che anticiparono la visita dell'arciduca furono inoltre causa di tensione dato che i nazionalisti vedevano queste esercitazioni come il prologo di un'invasione armata.

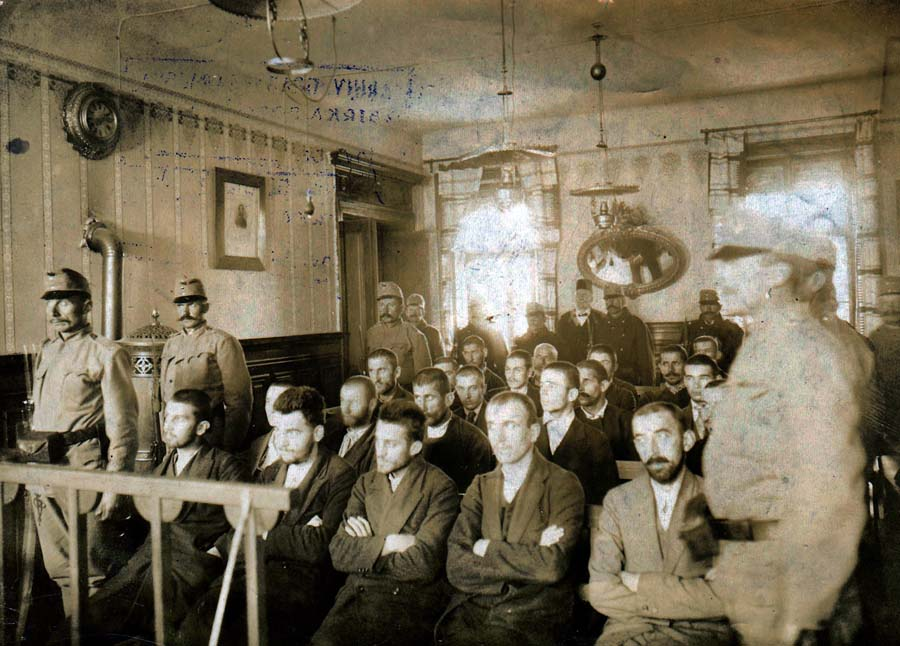
Il processo di Sarajevo, con al centro in prima fila Princip, alla sua sinistra Ilić e alla sua destra probabilmente Čabrinović

Il complotto per uccidere l'arciduca era stato organizzato in maniera incredibilmente dilettantesca, ed ebbe successo solo perché le autorità austriache non vollero adottare le più elementari precauzioni richieste in un ambiente ostile. Negli anni seguenti questo sollevò la questione se l'attentato fosse realmente il meglio di cui fosse capace Dimitrijević oppure rappresentava una semplice stoccata vibrata quasi alla cieca contro gli Asburgo. Non è possibile giungere a una conclusione univoca, ma Pfeffer appena vide Princip pensò che «era difficile immaginare che un individuo dall'aspetto così fragile potesse compiere un gesto tanto grave». 
Sull'affare di Sarajevo furono istituiti ben tre processi: uno austriaco nel 1914, uno serbo nel 1917 e uno jugoslavo nel 1953. Tutti ebbero una forte connotazione politica, e in nessuno dei tre le prove meritavano credito. Neanche la certosina ricerca di Luigi Albertini nel periodo interbellico riuscì a dirimere la questione, e gli intervistati diedero testimonianze atte soprattutto a regolare conti in sospeso o promuovere qualche causa. I nazionalisti serbi sono sempre andati fieri del duplice omicidio; tanti se ne sono voluti accreditare il merito e altri si sono forse voluti dare importanza asserendo di conoscere i fatti. Nel 1917 Dimitrijević si proclamò personalmente responsabile degli assassinii, pensando di assolvere il suo paese da qualunque colpa, in un vano tentativo che gli costò la vita. L'unica cosa certa di quel 28 giugno è che fu Princip ad esplodere i colpi mortali all'arciduca e alla moglie. Durante il processo dell'ottobre 1914 tutti i congiurati furono condannati; Princip, Čabrinović e Grabež furono condannati a vent'anni di prigionia nel carcere di Terezín (la pena massima che la legge austriaca considerava per i minori di 21 anni di età); altri tre furono inflitte pene detentive di varia entità, cinque furono condannati alla pena capitale (ma solo Čubrilović, Ilić e Jovanović furono impiccati il 3 febbraio 1915) e altri quattro ricevettero pene che andavano da 3 anni all'ergastolo, mentre nove contadini furono rilasciati perché Princip giurò che erano stati costretti ad aiutarli.

### Controversie e responsabilità

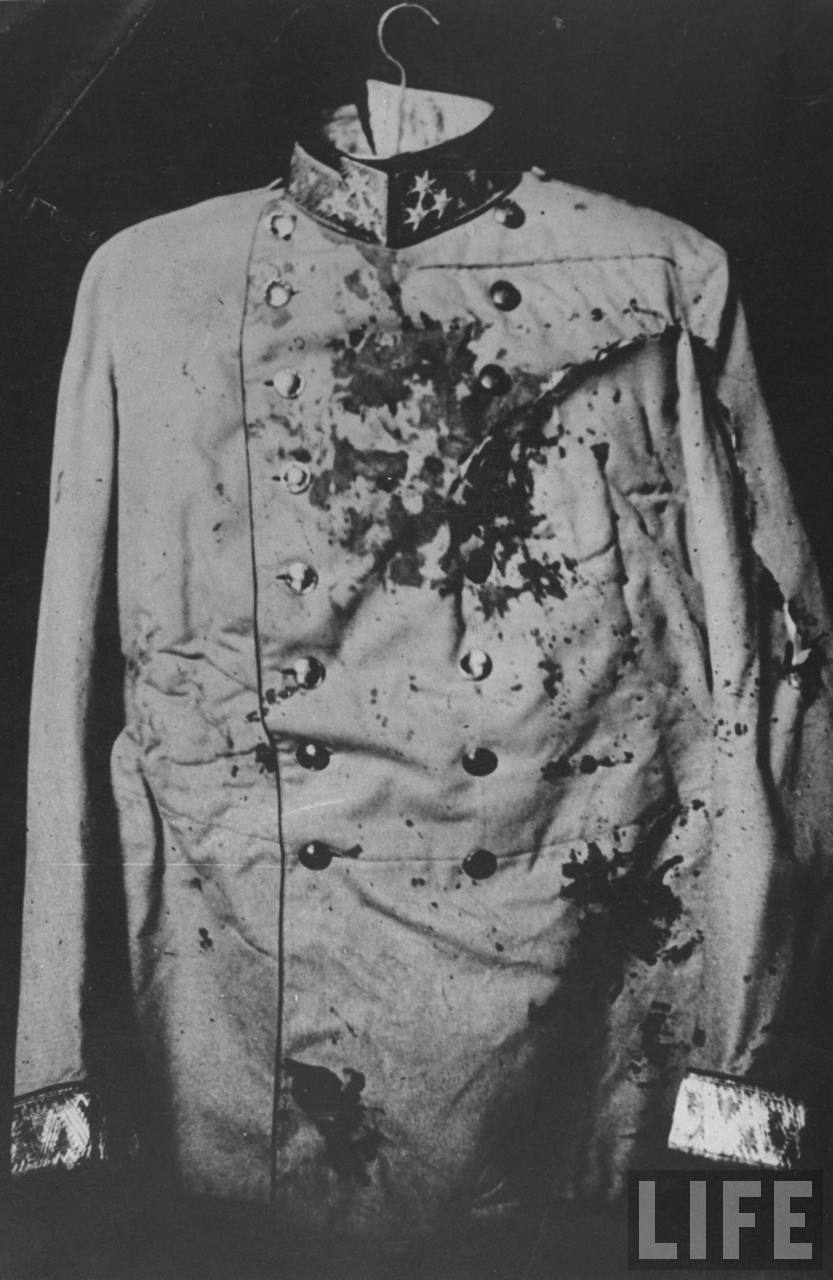
L'uniforme insanguinata di Francesco Ferdinando

Gli obiettivi ultimi della Mano nera erano diversi da quelli di Princip: Dimitrijević e compagni volevano che la Serbia governasse su tutte le terre abitate dai serbi; Princip sognava di creare una federazione che unisse Croazia, Slovenia e altre popolazioni slave meridionali. Tali differenze non erano tuttavia rilevanti nella primavera del 1914, essendo obiettivi di lungo periodo. Consapevolmente o meno, Princip entrò comunque in un campo doppiamente minato; il governo e perfino l'esercito serbo erano spaccati in due con Dimitrijević in aperto conflitto con Pašić, molto più avveduto di lui, che guidavano due fazioni in lotta tra loro allorché Princip avviò il suo progetto. Nel maggio 1914 Dimitrijević tentò addirittura di destituire il rivale persuadendo il monarca regnante Pietro I; solo l'azione dell'ambasciatore russo Hartwig placò la situazione. Hartwig sapeva bene che la Serbia aveva bisogno di anni per riprendersi dalle guerre balcaniche, e quello non era il momento per azioni sovversive e destabilizzanti.
Il 26 maggio Princip partì da Belgrado verso Sarajevo grazie ad agenti pronti ad aiutarlo in ogni tratto del tragitto, utilizzando una sorta di "tunnel" progettato e controllato da Narodna Odbrana e utilizzato per l'occasione dalla Mano nera. Lo storico Albertini riteneva che Milan Ciganović (che aveva messo in contatto Princip con Tankosić) fosse un informatore segreto della polizia, e quindi suppose che il primo ministro seguisse da lontano, passo dopo passo, le mosse di Princip, anche se secondo altre tesi Pašić ordinò di fermare Princip. I suoi ordini furono però disattesi dalle guardie di confine fedeli alla Mano nera; comunque sia, anche se Pašić venne a sapere che alcuni uomini armati avevano passato il confine diretti a Sarajevo, negò sempre di avere avuto conoscenza specifica di quanto stava per accadere. Non è facile dunque capire in che misura Pašić fosse coinvolto; era consapevole che un attentato avrebbe dato ai falchi di Vienna il pretesto perfetto per un'azione militare contro la Serbia, ma sapeva anche se avesse fornito agli austriaci le prove di un attentato, la Mano nera avrebbe potuto uccidere anche lui. O comunque Vienna stessa avrebbe potuto utilizzare la notizia come prova di un coinvolgimento del governo serbo nel complotto contro l'arciduca. È molto probabile inoltre che Pašić avesse inviato un cablogramma al suo plenipotenziario a Vienna in cui lo istruiva di informare il governo di Vienna che «a causa di una fuga di notizie» la Serbia «aveva motivo di sospettare che si stesse organizzando un attentato alla vita dell'arciduca in occasione del suo viaggio in Bosnia» e di suggerire agli austriaci di procrastinare il viaggio. Non si è sicuri che il primo ministro abbia effettivamente inviato tale messaggio, sta di fatto che il suo emissario Ljuba Jovanović chiese e ottenne un colloquio con Bilinski il 21 giugno, ma soprassedette la parte cruciale del messaggio e parlò solo di pericoli generici inerenti alla visita a Sarajevo e della possibilità che qualche malintenzionato potesse scagliarsi contro Francesco Ferdinando. Parallelamente anche i capi della Narodna Odbrana vennero a conoscenza del complotto, e ordinarono al loro contatto in Bosnia di porvi fine, ma questi fallì.
Nonostante i tentativi di Pašić di tenere fuori la Serbia, il paese ebbe certamente molte responsabilità. L'omicidio fu compiuto da una sola persona, Princip, un bosniaco, quindi suddito austriaco, che agì probabilmente (ma non sicuramente) di propria iniziativa, e il suo gesto, si può affermare che fu reso possibile grazie al sostegno di ufficiali dissidenti tra le file dell'esercito serbo. Princip uccise l'arciduca, ma non agì da solo, e nonostante abbia sempre dichiarato che fu un'idea sua, fu comunque a capo di un gruppo di dilettanti motivati da ideologie estremiste. L'attentato non avrebbe mai avuto successo senza l'appoggio della Mano nera, che a sua volta ebbe l'appoggio di funzionari governativi e le risorse della Narodna Odbrana. È probabile quindi che piccoli funzionari di fede panslava sapessero dell'aiuto offerto da Dimitrijević a Princip, e lo avallassero, ma si trattava di singoli che non rappresentavano a tal riguardo il loro governo. Per di più i capi della Mano nera cospirava ai danni di Pašić, che a sua volta, dunque, non era responsabile delle loro azioni. Dimitrijević peraltro aveva molte più informazioni di Princip nei riguardi dei giudizi politici di Francesco Ferdinando, e il fatto di appoggiarsi a un gruppo di adolescenti dilettanti fece nascere l'idea che il capo della Mano nera avesse deciso di affidare a loro una tale missione proprio perché sicuro che avrebbero fallito. Secondo questa tesi, suggerita dallo storico Taylor, l'attentato, pur senza fornire un pretesto all'Austria-Ungheria, avrebbe potuto mettere in serio imbarazzo Pašić in vista delle elezioni serbe del 14 agosto.
Comunque sia gli storici hanno evidenziato il fatto che all'Austria-Ungheria non interessava affatto che la Serbia fosse o meno colpevole dell'attentato, di fatto i membri della corte imperiale furono quasi soddisfatti dell'accaduto. La dipartita dell'arciduca fu utilizzata come pretesto per fare ciò che progettava da tempo: già nel 1912-1913 fu solo l'opinione pubblica europea, la paura della Russia e il mancato appoggio della Germania a impedire a Vienna di sferrare l'attacco. Il duplice attentato non fornì un motivo, bensì un pretesto che l'Europa avrebbe preso per buono e che dava l'opportunità di garantirsi il sostegno della Germania, d'importanza cruciale per il successo del programmato attacco alla Serbia. Fino al 28 giugno il consenso del kaiser era infatti l'unico tassello ancora mancante, e l'assegno in bianco della Germania fu la mossa che fece pendere l'ago della bilancia verso la guerra.

### L'attentato nella cultura
Nonostante sia ormai diventata opinione comune che l'attentato di Sarajevo diede inizio alla prima guerra mondiale, secondo lo storico David Fromkin, la marcia verso la guerra iniziò durante la seconda guerra balcanica, e le sue conseguenze a convincere Berchtold e il suo ministero che l'Austria-Ungheria dovesse distruggere al più presto la Serbia. Per quanto riguarda la Germania, fu la crescita militare, industriale e ferroviaria della Russia dopo il 1905 a risvegliare nei suoi generali l'urgente desiderio di lanciare una guerra preventiva contro la Russia e la Francia sua alleata. L'attentato di Sarajevo non fu altro che l'opportunità che i due imperi desideravano per scatenare la loro guerra già preventivata. Ovviamente in un'ottica più generale appare chiaro come il mondo che portò allo scoppio della guerra fosse il frutto di potenti forze risalenti a decenni e secoli prima, ma furono alcuni uomini coloro che effettivamente diedero inizio alla guerra, non il solo Princip, il quale fu l'ovvio colpevole della guerra austro-serba, ma non il colpevole unico della guerra in Europa. Princip come detto non intendeva certo indurre l'Austria a invadere la Serbia, semmai il contrario. Tentò infatti di occultare qualsiasi legame fra lui e i serbi, ma il proiettile che uccise Francesco Ferdinando quel mattino del 28 giugno, fu sicuramente quello che spalancò di fatto la porta all'invasione austriaca, uccidendo proprio colui che quella porta la teneva chiusa. 

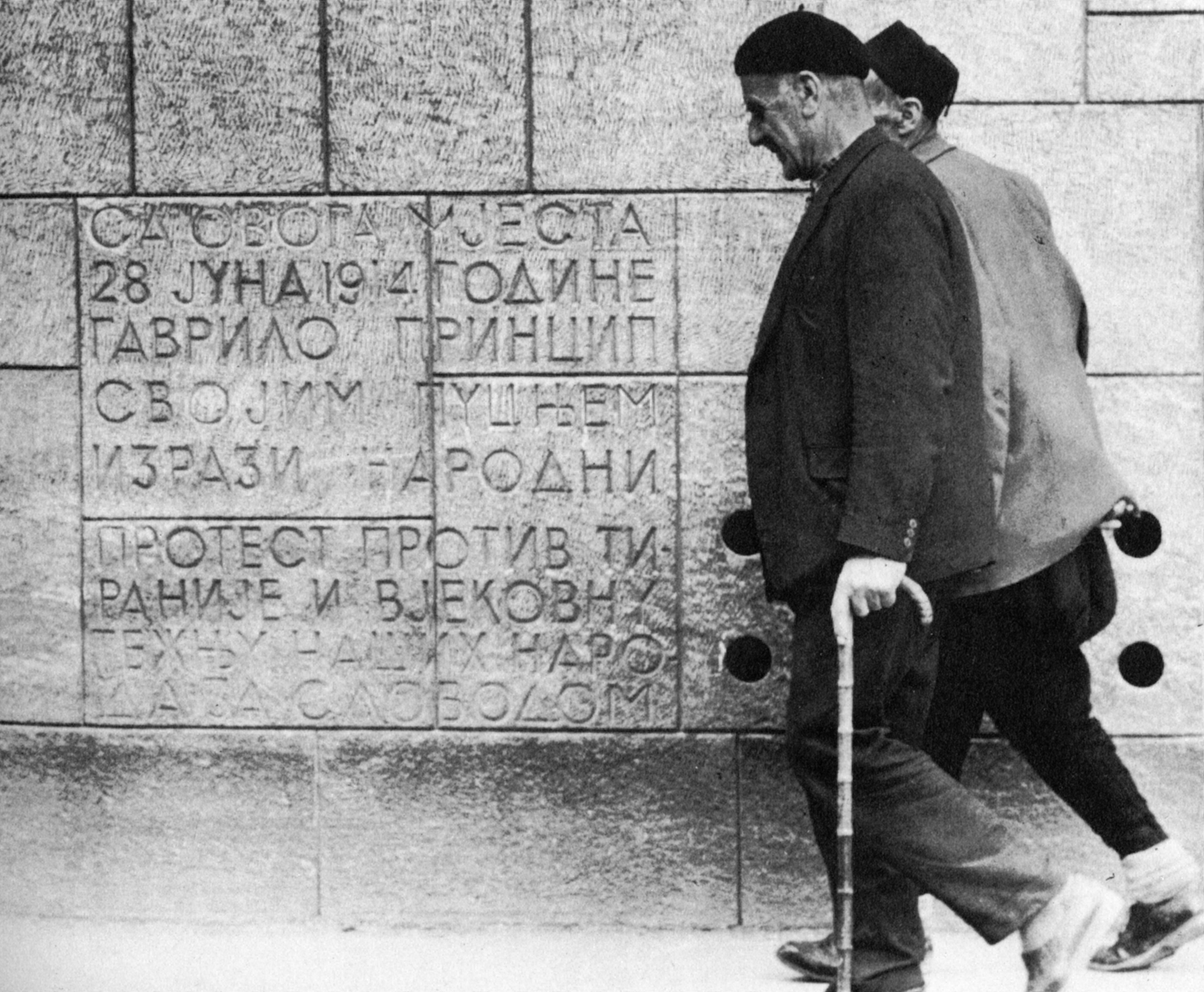
La targa commemorativa nel luogo dell'attentato nel 1960

La controversa figura di Gavrilo Princip nel corso degli anni è stata al centro di diverse interpretazioni storiche e morali. Tra i serbi e la comunità ortodossa è considerato un eroe nazionale, fautore di una sorta di "Risorgimento" serbo contro l'Austria, iniziatore simbolico del processo di decolonizzazione dei Balcani, a cui sono stati dedicati libri, film, murales e una via nel centro di Belgrado. 
Nel luogo dell'attentato, dove nel 1914 le autorità austriache fecero erigere una lunga stele monumentale in onore di Francesco Ferdinando e della moglie, le autorità serbe nel primo dopoguerra fecero distruggere il monumento che venne sostituito con una targa commemorativa che diceva: «In questo luogo storico Gavrilo Princip proclamò la libertà». La targa resistette fino all'invasione tedesca della Jugoslavia, quando il giorno del 52º compleanno di Adolf Hitler la targa venne asportata e regalata al Führer. Nel dicembre 1945, con la nascita della nuova Jugoslavia, una nuova targa celebrativa venne affissa nel luogo dell'attentato e il Ponte Latino fu rinominato Ponte Princip (Principov most) per volere di Tito. Dopo la guerra di Bosnia, la targa, che si trova nella parte bosgnacca della città, venne nuovamente rimossa e sostituita con una decisamente più neutrale che recita: «Da questo posto il 28 giugno 1914 Gavrilo Princip ha assassinato l'erede al trono Francesco Ferdinando e la sua moglie Sofia»; mentre il Ponte Gavrilo Princip è tornato a chiamarsi Ponte Latino.
Durante le commemorazioni del centenario dello scoppio del conflitto, nella parte est di Sarajevo (assegnata ai serbi dopo l'accordo di Dayton) si svolsero numerose manifestazioni in ricordo di Princip, alle quali partecipò anche Emir Kusturica che organizzò una manifestazione a Višegrad, a 100 km da Sarajevo, dove il regista mise in atto una celebrazione di Princip come eroe irredentista. A Obljaj, villaggio natale di Princip, al confine tra Bosnia e Croazia, la casa dove è nato l'attentatore dal 2014 è al centro di un'iniziativa tra le comunità serbe affinché venga restaurata e resa una casa-museo come era prima della guerra di Bosnia.

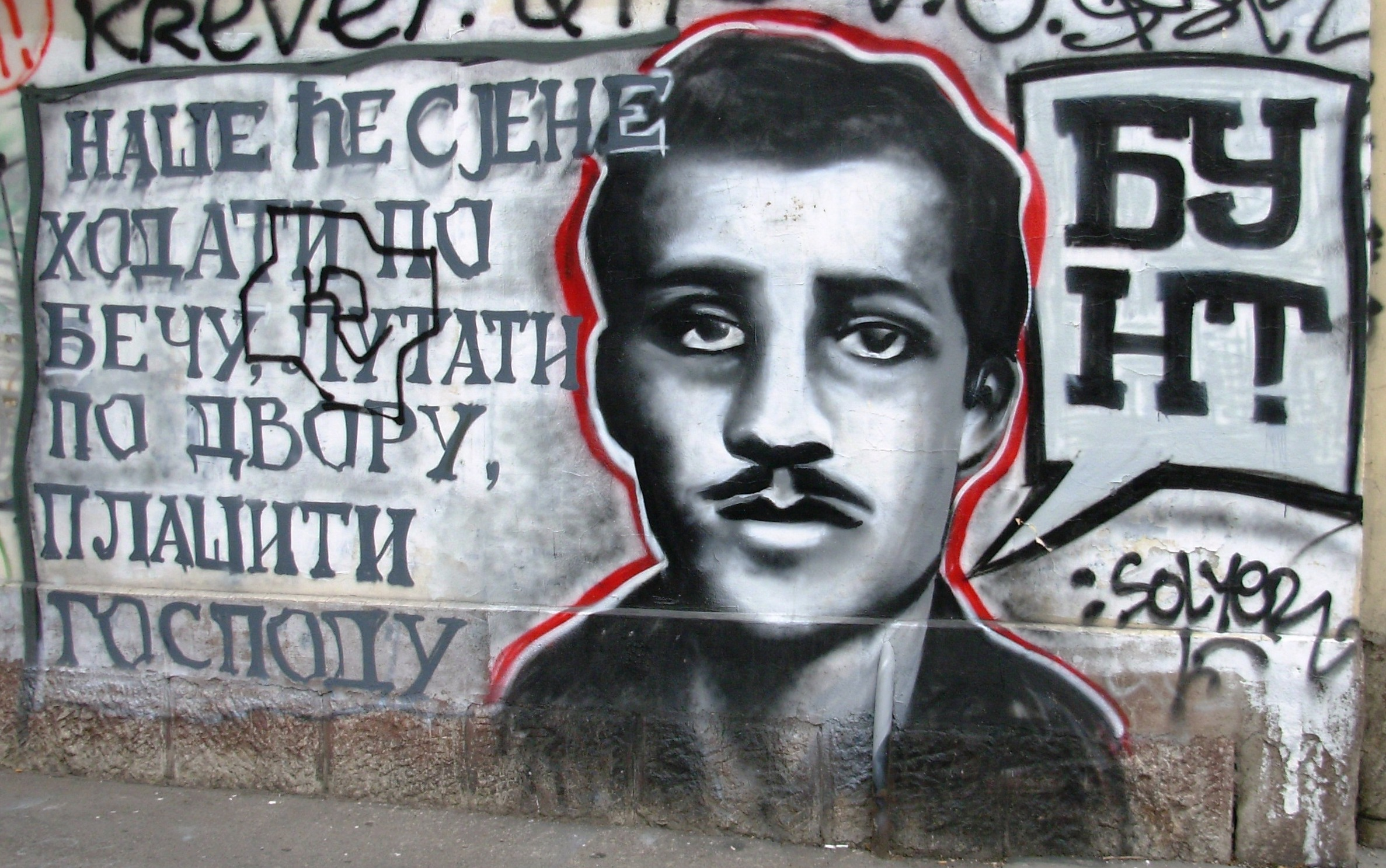
Murales dedicato a Princip nelle strade di Belgrado nel 2011

In altri contesti il giovane attentatore è considerato un terrorista, indicato come uno dei principali colpevoli dello scoppio della guerra, soprattutto tra le comunità serbo-musulmana dei bosgnacchi e dei croati, che leggono l'attentato di Princip come un sintomo del nazionalismo serbo, fattore che a loro avviso scatenò le successive guerre jugoslave. Princip desiderava unire in un unico stato tutti gli slavi del sud, tanto che durante il processo a suo carico disse: «[...] sono un nazionalista jugoslavo. Invito tutti gli slavi del Sud ad unirsi in un unico Stato», ma dopo la dissoluzione della Jugoslavia, Princip non venne più visto dalle comunità bosgnacche e croate come un combattente per l'unità jugoslava, ma solo come un nazionalista serbo. Durante il governo di Slobodan Milošević, nei testi scolastici le didascalie sotto le foto di Gavrilo Princip riportavano "Eroe serbo", tanto che la professoressa Dubravka Stojanovic dell'Università di Belgrado durante un'intervista da Balkan Insight il 6 maggio 2014 affermò che «[...] oggi viene descritto come un nazionalista serbo, anche se lui si definiva un nazionalista jugoslavo». Le scuole della Croazia e delle aree a maggioranza bosgnacca, come Sarajevo o la regione di Bihać nel nord-ovest del paese o nell'area Zenica-Doboj, insegnano invece che fu la Serbia la maggiore responsabile per lo scoppio della prima guerra mondiale, avendo tentato di espandere il suo territorio a discapito delle altre popolazioni balcaniche e sostenendo i terroristi della Giovane Bosnia. Nei libri di testo scolastici si afferma esplicitamente che la Serbia era uno dei paesi responsabili, e questa diversa percezione è una delle questioni di attrito tra le comunità slave.
Il proiettile sparato da Princip che uccise l'arciduca è conservato come reperto museale nel castello di Konopiště, vicino alla città di Benešov, in Repubblica Ceca, mentre l'arma (la FN Modèle 1910 n. 19074) si trova in mostra permanente nel Museo di storia militare di Vienna. Museo che conserva anche la grossa auto a bordo della quale si trovava l'arciduca, una Gräf & Stift "Bois De Boulogne" del 1911 di proprietà di Franz von Harrach, l'uniforme azzurra macchiata del suo sangue e la chaise longue sulla quale venne posto l'erede al trono mentre veniva assistito dai medici nella casa del governatore. 
La cella in cui Princip è stato rinchiuso fino alla sua morte avvenuta pochi mesi prima la fine del conflitto è visitabile presso il vecchio carcere di Terezín.
L'attentato è stato al centro di numerose rappresentazioni cinematografiche e televisive; come il film austriaco L'attentato - Sarajevo 1914, il film di produzione jugoslava Quel rosso mattino di giugno del 1975, il film del 2014 Gavrilo del serbo Mihailo Vulovic, e documentari come I ponti di Sarajevo, uscito in occasione del centenario dall'inizio della prima guerra mondiale, The Assassination of Archduke Franz Ferdinand - Sarajevo, 1914 della BBC con Robert Powell
(venticinquesimo episodio della prima stagione di Infamous Assassinations, serie TV che ricostruisce gli assassinii di personaggi di rilievo nella storia), o Sarajevo Rewind 2014>1914 dello storico Eric Gobetti e Simone Malavolti, pubblicato in occasione del centenario dell'attentato.

## Gli attentatori

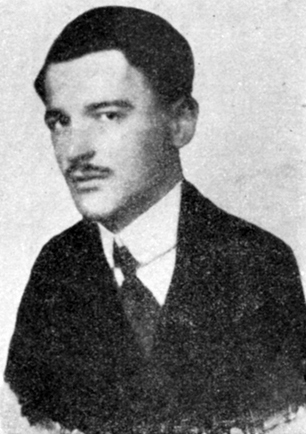
Nedeljko Čabrinović
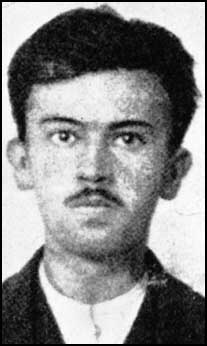
Trifko Grabež
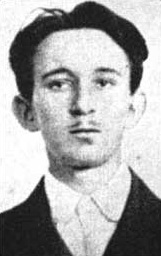
Vaso Čubrilović
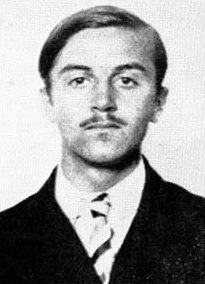
Cvjetko Popović
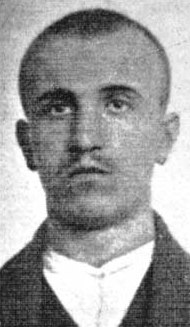
Danilo Ilić
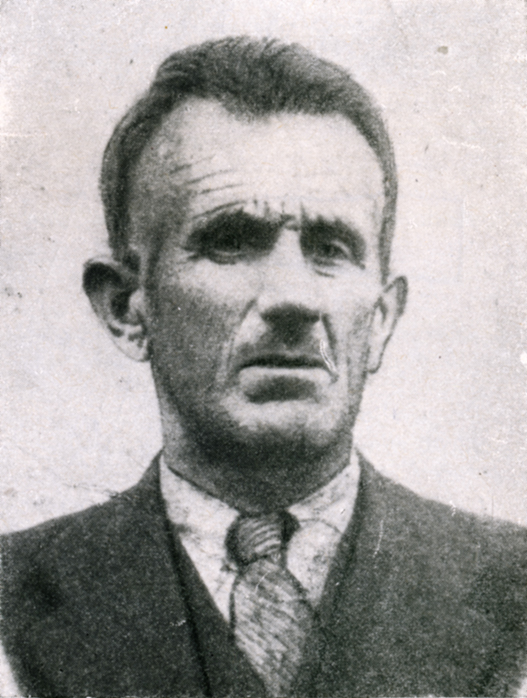
Muhamed Mehmedbašić

### Esplicative
1. ↑  Un documento datato 12 giugno 1914, rinvenuto negli archivi del ministero della difesa russo, riferisce che nel 1910 la Russia concesse un importante sussidio al corpo ufficiali dell'esercito serbo, e che tale denaro avesse preso una direzione diversa. Il documento redatto dallo stesso Artamanov, lasciava intendere che il denaro potesse essere stato impropriamente dirottato verso la Mano nera, e a conferma di ciò fu il fatto che il governo russo smise totalmente di erogare denaro a favore del corpo ufficiali serbo su richiesta di Artamanov, confermando peraltro la volontà della Russia di non voler aiutare la Mano nera[23].
2. ↑  Gavrilo Princip era già conosciuto dalla polizia austriaca come individuo coinvolto in «attività contro lo stato», e tuttavia quando arrivò a Sarajevo non si fece nulla per metterlo sotto sorveglianza. Il responsabile della sicurezza Potiorek, quando venne avvertito della presenza dell'organizzazione Giovane Bosnia a Sarajevo dal capo del suo ufficio, rispose accusandolo di avere «paura di qualche ragazzino». Fu questa negligenza che permise a Princip di agire. Vedi: Hastings, p. 31
3. ↑  Alcune fonti web riportano il nome dell'autista quale Franz Urban, vedi:  The Sarajevo Murder, su ww1-propaganda-cards.com. URL consultato il 31 ottobre 2015 (archiviato dall'url originale il 24 febbraio 2008)., mentre un articolo de Il Sole 24 Ore riferisce in Carlo Cirillo Diviak il nome dell'autista dell'auto dell'arciduca[36]. È molto probabile che queste fonti non riferiscano il nome corretto, ma è molto più probabile invece che l'autista fosse Leopold Lojka, suddito d'Austria-Ungheria nato a Telč nel 1886, al quale è stata intitolata una targa commemorativa nella città Brno
4. ↑  Le questioni di sicurezza erano di responsabilità di Potiorek, ufficialmente subordinato di Bilinski ma di fatto suo rivale, per questo Potiorek ignorò deliberatamente Bilinski quando organizzò la missione dell'arciduca in Bosnia. Lo stesso Bilinski aveva un valido motivo per ignorare il vago avvertimento: era stato escluso dall'organizzazione del viaggio, e se le cose fossero andate male in Bosnia la colpa sarebbe andata al suo rivale. Per di più Bilinski era uno di quelli che non amava Francesco Ferdinando, dunque non si preoccupò troppo di quello che poteva accadere[75].
5. ↑  È necessario ricordare che Princip fu spinto in parte da motivazioni infondate: pensava che le manovre militari fossero l'anticamera di un attacco a sorpresa contro la Serbia, e non conosceva la volontà di Francesco Ferdinando di perorare in qualche modo la causa serba, anzi, pensava che gli indirizzi politici dell'arciduca erano diretti a portare tutti i Balcani sotto il controllo austriaco. Vedi: Fromkin, p. 300

### Bibliografiche
1. 1 2 3 4  Gilbert, p. 32.
2. 1 2  Gilbert, p. 31.
3. ↑  Gilbert, p. 3.
4. ↑  Hastings, p. 26.
5. ↑  Hastings, pp. 57-59.
6. ↑  Fromkin, p. 133.
7. 1 2  Fromkin, pp. 133-134.
8. ↑  Fromkin, pp. 131-132.
9. ↑  Fromkin, p. 137.
10. ↑  Hastings, pp. 24-25.
11. 1 2  Fromkin, p. 134.
12. ↑  Fromkin, pp. 134-135.
13. ↑  Fromkin, p. 139.
14. ↑  Fromkin, p. 140.
15. ↑  Fromkin, p. 141.
16. ↑  Fromkin, pp. 143-144.
17. ↑  Fromkin, pp. 144-145.
18. ↑  Hastings, p. 57.
19. ↑  Hastings, p. 28.
20. ↑  Fromkin, pp. 147-148.
21. ↑  Hastings, pp. 26-29.
22. ↑  Fromkin, p. 149.
23. 1 2  Fromkin, p. 150.
24. ↑  Hastings, p. 54.
25. ↑  Hastings, pp. 55-56.
26. ↑  Hastings, p. 56.
27. ↑  Fromkin, pp. 141-142.
28. ↑  Hastings, pp. 28-29.
29. ↑  Hastings, p. 29.
30. ↑  Fromkin, p. 153.
31. ↑  Fromkin, pp. 154-155.
32. 1 2  Fromkin, p. 155.
33. 1 2  Fromkin, p. 156.
34. ↑   Jeffrey Finestone e Robert K. Massie, The last courts of Europe, Dent, 1981,  p. 247.
35. ↑   David James Smith, One Morning In Sarajevo, Hachette UK, 2010.
«He was photographed on the way to the station and the photograph has been reproduced many times in books and articles, claiming to depict the arrest of Gavrilo Princip. But there is no photograph of Gavro's arrest - this photograph shows the arrest of Behr.»
36. 1 2 3   Sarajevo, a 100 anni dall'attentato di Francesco Ferdinando per i serbi Princip è un eroe, su ilsole24ore.com, ilsole24ore.it. URL consultato il 2 novembre 2015.
37. ↑  (EN) Archduke Franz Ferdinand with his wife on the day they were assassinated by Gavrilo Princip, 1914 (photos), su rarehistoricalphotos.com.
38. 1 2  Fromkin, p. 157.
39. ↑  Fromkin, p. 159.
40. ↑  Gilbert, pp. 32-33.
41. 1 2  Gilbert, p. 33.
42. ↑  Fromkin, p. 160.
43. ↑  Fromkin, pp. 160-161.
44. ↑  Fromkin, pp. 161-162.
45. ↑  Fromkin, p. 163.
46. 1 2 3  Hastings, p. 35.
47. ↑  Fromkin, p. 165.
48. ↑  Fromkin, pp. 165-166.
49. 1 2  Hastings, pp. 33-34.
50. ↑  Fromkin, p. 166.
51. 1 2  Fromkin, p. 167.
52. ↑   Hans Sokol, La guerra marittima dell'Austria-Ungheria 1914-1918, volume I, Gorizia, Editrice goriziana, 2007,  pp. 65-66, ISBN 978-88-6102-017-7.
53. ↑  Fromkin, p. 168.
54. ↑  Fromkin, p. 169.
55. ↑  Fromkin, pp. 169-170.
56. ↑  Fromkin, pp. 170-171.
57. ↑  Fromkin, pp. 171-172.
58. ↑  Fromkin, p. 172.
59. ↑  Fromkin, p. 173.
60. ↑  Hastings, pp. 88-89.
61. ↑  Hastings, p. 91.
62. ↑  Hastings, pp. 91-102.
63. ↑  Hastings, p. 92.
64. ↑  Hastings, p. 102.
65. ↑  Hastings, p. 103.
66. ↑  Hastings, pp. 103-104.
67. ↑  Hastings, pp. 104-105.
68. ↑  Hastings, pp. 112-113.
69. ↑  Gilbert, p. 41.
70. ↑  Fromkin, pp. 153-154.
71. ↑  Hastings, p. 33.
72. ↑  Fromkin, pp. 142-143.
73. ↑  Fromkin, p. 144.
74. ↑  Fromkin, p. 145.
75. 1 2  Fromkin, pp. 146-147.
76. ↑  Fromkin, pp. 298-299.
77. ↑  Fromkin, pp. 299-300.
78. ↑  Fromkin, p. 177.
79. ↑  Fromkin, p. 301.
80. ↑  Fromkin, p. 298.
81. ↑  Fromkin, pp. 328-329.
82. ↑   Sarajevo: il Secolo breve in una targa, su grandeguerra.rai.it. URL consultato il 2 novembre 2015.
83. ↑   Gavrilo Princip - Storia di un eroe europeo, su eastjournal.net. URL consultato il 2 novembre 2015.
84. ↑   La Grande guerra divide gli studenti dei Balcani, su balcanicaucaso.org. URL consultato il 2 novembre 2015.
85. ↑  (EN) Found: The Gun That Shook the World, su telegraph.co.uk. URL consultato il 14 giugno 2016.
86. ↑   L'attentato - Sarajevo 1914, su filmtv.it, filmtv. URL consultato il 2 novembre 2015.
87. ↑  (EN) Infamous Assassinations, su TV Guide. URL consultato il 30 luglio 2023.
88. ↑   Sarajevo Rewind 2014>1914, su mymovies.it. URL consultato il 3 aprile 2019.